# Telescopul spațial Hubble
 Telescopul spațial Hubble (prescurtat HST, de la numele lui în engleză Hubble Space Telescope) este un telescop plasat pe  orbită în jurul Pământului, numit așa după astronomul american Edwin Hubble. Este poziționat în afara atmosferei terestre, ceea ce îi conferă avantaje semnificative față de telescoapele de pe Pământ, imaginile nefiind perturbate de către turbulențele atmosferice, iar telescopul putând capta informații și în spectrul ultraviolet, ale cărui lungimi de undă sunt în mod normal puternic atenuate de către stratul de ozon al Pământului. De la lansarea lui în 1990 a devenit unul dintre cele mai importante instrumente din istoria astronomiei. Cu el astronomii au făcut numeroase observații, care au dus la importante descoperiri în astrofizică. Camera fotografică cu câmp foarte larg de pe Hubble furnizează cele mai detaliate imagini în lumină vizibilă realizate vreodată.
De la conceperea lui în 1946 și până la lansare, proiectul construirii unui telescop spațial a fost întârziat repetat de probleme tehnice și de buget. În plus, imediat după lansarea din 1990 s-a descoperit că oglinda lui principală suferea de o aberație de sfericitate, aberație care compromitea grav capacitățile telescopului. Totuși, după o misiune de întreținere din 1993, telescopul a atins calitățile preconizate în proiect, devenind un instrument vital atât pentru astronomie, cât și pentru publicul larg. Telescopul spațial Hubble face parte din programul  NASA Great Observatories (în română Mari Observatoare Spațiale), alături de Observatorul Compton pentru raze Gamma, Observatorul Chandra pentru raze X și Telescopul spațial Spitzer. Hubble este rezultatul unei colaborări între NASA și Agenția Spațială Europeană (ESA).

## Despre Hubble

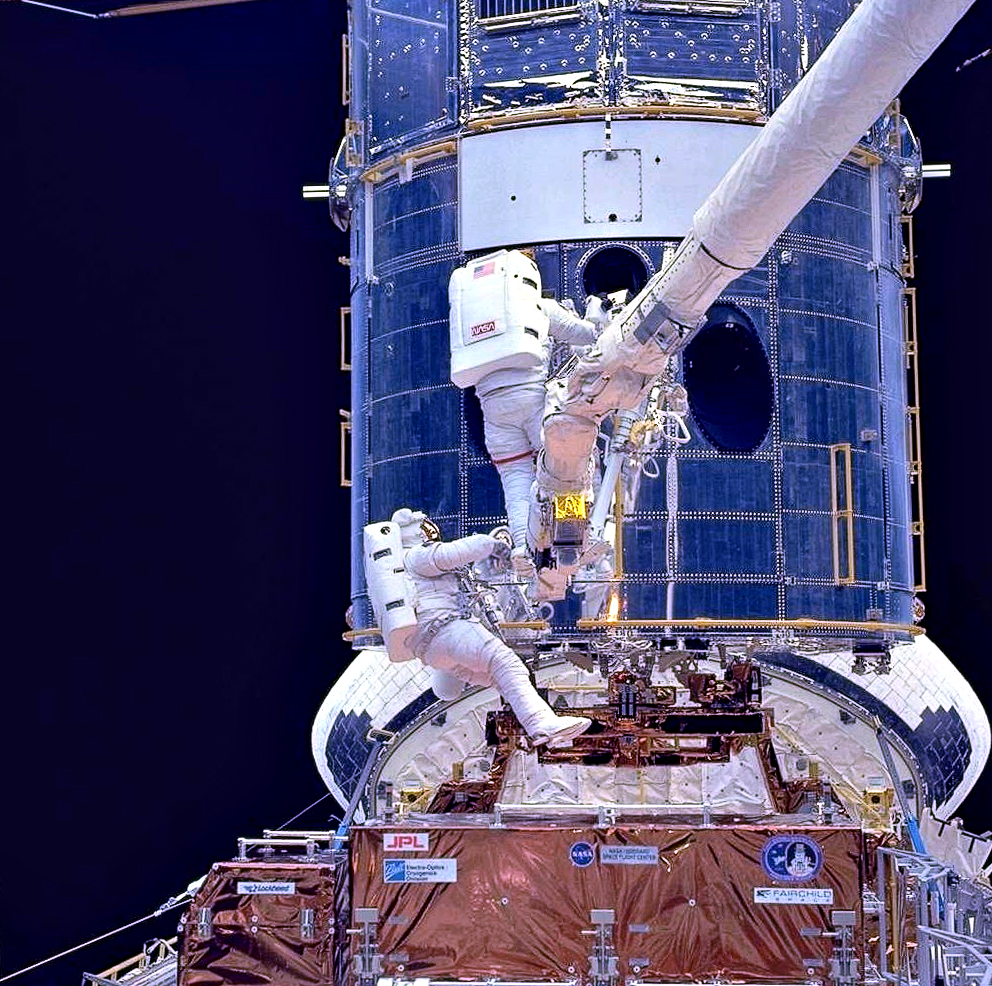
Secvența din timpul Misiunii de întreținere 1

Hubble este singurul telescop spațial conceput pentru a fi întreținut în spațiu de către astronauți. Până în prezent au fost executate cinci misiuni de întreținere. Prima misiune de întreținere a avut loc în decembrie 1993, când a fost corectată aberația de sfericitate a oglinzii telescopului. A doua misiune de întreținere a fost efectuată în februarie 1997 când au fost adăugate două noi instrumente. A treia misiune de întreținere s-a efectuat în două etape: SMA3A din decembrie 1999 când la telescop s-au făcut reparațiile urgente, urmată de SMA3B din martie 2002 când a fost montată Camera pentru observații panoramice (ACS - Advanced Camera for Surveys).
Față de situația din momentul SM3B, două instrumente științifice au devenit indisponibile, ele ieșind din funcțiune. La bordul telescopului sunt șase giroscoape, dintre care numai trei sunt folosite în mod curent la observații. Totuși, după alte defectări ale acelor giroscoape și pentru a mări durata de viață a telescopului, s-a luat, în august 2005, decizia de a opri unul dintre cele trei giroscoape care funcționau de obicei. Acum Hubble folosește doar două giroscoape alături de senzori pentru reglajul fin. Acest mod de lucru dă rezultate excelente, Hubble realizând în continuare imagini de foarte bună calitate. Sunt în cercetare giroscoapele care vor fi montate pe telescop la a patra misiune de întreținere.

Modul de funcționare al telescopului spațial Hubble.

Cele două instrumente științifice sunt Spectrometrul Vizual al Telescopului Spațial care s-a oprit din funcțiune în august 2004, Advanced Camera for Surveys, care s-a defectat în urma unor operațiuni în ianuarie 2007 (totuși, ea mai poate da imagini în spectrul ultraviolet). În prezent, (mijlocul lui 2007) observațiile de pe Hubble sunt obținute cu Wide Field and Planetary Camera 2 (Camera planetară și de câmp larg) și cu Near Infrared Camera and Multi-Object Spectrometer (Camera pentru spectru infraroșul apropiat și spectrometrul multiobiect). Astrometrul este fixat pe Fine Guidance Sensor (senzori pentru reglajul fin al poziției). Fără o corectare a orbitei sale, orbita HST se va micșora, ceea ce va duce la o reintrare în atmosferă a telescopului spațial după 2010.
După dezastrul din 2003 al  Navetei Spațiale Columbia, cea de-a cincea misiune de întreținere care era inițial programată pentru 2004 a fost amânată de mai multe ori din motive de siguranță. NASA a hotărât că o misiune umană este prea periculoasă datorită faptului că Stația Spațială Internațională (SSI) ar fi prea departe pentru ca astronauții să se adăpostească acolo în caz de pericol. Naveta Spațială nu poate să călătorească între orbita Telescopului spațial Hubble și cea a Stației Spațiale Internaționale. NASA și-a reconsiderat ulterior părerea și pe 31 octombrie 2006, administratorul NASA  Mike Griffin a dat undă verde pentru a cincea misiune de întreținere, care a fost efectuată de Naveta Spațială Atlantis. Misiunea, planificată pentru luna septembrie 2008, a fost amânată și lansată în mai 2009, și a constat în instalarea a două noi instrumente și în efectuarea de numeroase reparații, și pare să fi avut succes. Ca o măsură de precauție, NASA a avut pe rampa de lansare de la Centrul Spațial Kennedy, Complexul 39B, și Naveta Spațială Discovery, care ar fi ajutat cealaltă navetă spațială în caz de urgență, dar aceasta nu a fost necesară. Aceste reparații vor face ca Telescopul spațial Hubble să funcționeze până în 2013 când va fi lansat succesorul lui, Telescopul Spațial James Webb, care va fi mult superior. Acesta însă va putea face observații doar în infraroșu, Hubble rămânând principalul telescop spațial pentru observarea spectrelor vizibil și ultraviolet.

## Concepție, design și scopuri

### Propuneri și precursori
Istoria telescopului spațial Hubble începe în 1946, când astronomul Lyman Spitzer a scris un referat întitulat „Avantajele astronomice ale unui telescop pe orbită, în afara atmosferei terestre”. În acesta autorul a expus cele două mari avantaje ale unui telescop spațial viitor. Primul avantaj este că rezoluția unghiulară (unghiul cel mai mic, sau puterea separatoare cea mai mare pentru care două obiecte să fie văzute distinct) va fi limitată doar de difracție, nu și de turbulențele atmosferice de pe Pământ, care dau efectul de sclipire al stelelor. Telescoapele de pe Pământ sunt limitate la rezoluții de 0,5 – 1,0  secunde de arc, prin comparație cu rezoluția teoretică limitată doar de difracție, de 0,1 secunde de arc pentru un telescop cu o oglindă de 2,5 m diametru. Al doilea avantaj este că un telescop spațial va putea face observații și pentru lungimi de undă din spectrele infraroșu și ultraviolet, care sunt puternic absorbite de atmosfera terestră.
Spitzer și-a dedicat mare parte a carierei militând pentru construirea unui telescop spațial. În 1962 un raport al Academiei Naționale de Științe a Statelor Unite ale Americii recomanda dezvoltarea unui telescop spațial în cadrul Programului Spațial Uman, și în 1965 Spitzer a fost numit coordonatorul comitetului care să definească obiectivele telescopului spațial.
Astronomia spațială a început să se dezvolte după cel de-al Doilea Război Mondial, oamenii de știință folosind tehnologia rachetelor, utilizată în război. Primul spectru ultraviolet al Soarelui a fost obținut în 1946. În 1962 Regatul Unit a lansat un telescop care avea o traiectorie în jurul Soarelui, ca parte a programului spațial Ariel, iar în 1966 NASA a lansat primul Orbiting Astronomical Observatory (OAO) - Observator astronomic orbital. Primului Observator astronomic orbital i s-a stricat bateria după numai 3 zile, iar ca urmare misiunea spațială a trebuit terminată. A fost urmat de Observatorul astronomic orbital nr. 2, care a observat stelele și galaxiile în ultraviolet, de la lansarea lui din 1968 până în 1972, mult peste durata de viață estimată.
Misiunile Observatoarelor astronomice orbitale au demonstrat rolul important al telescoapelor spațiale în astronomie, iar în 1968 NASA a planificat construirea de telescoape spațiale cu oglindă de 3 m în diametru, cunoscute temporar sub numele de Large Orbiting Telescope (Marele Telescop Orbital) sau Large Space Telescope (LST) (Marele Telescop Spațial), cu o lansare programată pentru 1979. Aceste planuri au evidențiat faptul că, pentru a asigura o durată de viață cât mai îndelungată pentru un proiect atât de costisitor, lansarea telescoapelor spațiale trebuia urmată obligatoriu de misiuni umane în spațiu pentru reparații. Astfel a apărut ideea unei navete spațiale reutilizabile, tehnologie care a devenit disponibilă curând după aceasta.

### Problema finanțărilor

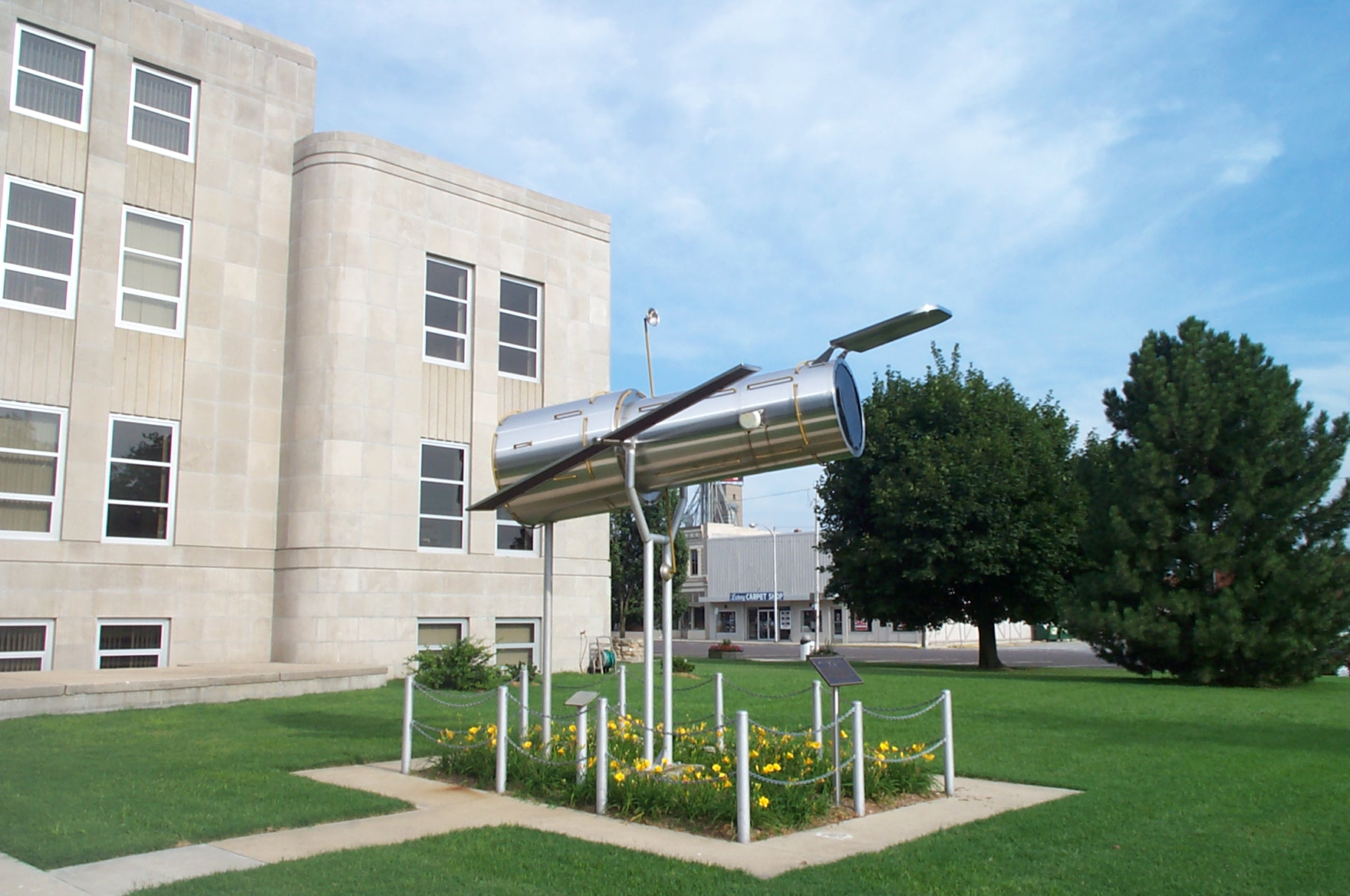
Machetă a Telescopului spațial Hubble din Marshfield, Missouri, Statele Unite.

Succesul continuu al programului OAO a încurajat un puternic consens între astronomi cum că Marele Telescop Spațial va fi o mare realizare. În 1970 NASA a format două comitete, unul care să se ocupe de partea tehnică a proiectului telescopului spațial și cealaltă care să determine obiectivele științifice ale misiunii. Odată ce acestea au fost stabilite, următorul pas era cel ca NASA să obțină fonduri pentru instrument, mult mai mari decât pentru orice alt telescop terestru. Congresul Statelor Unite ale Americii a ezitat asupra mai multor aspecte ale bugetului propus pentru telescop, cerând mai multe reduceri de buget în stadiile de cercetare. În acel moment cheltuielile vizau studiile detailate ale unor potențiale noi instrumente pentru acel telescop și partea de logistică. În 1974, reducerile de cheltuieli bugetare promovate de Gerald Ford au condus la anularea tuturor fondurilor dedicate proiectului unui telescop spațial.
Ca răspuns la aceasta, o mișcare națională de lobby a fost inițiată de către astronomi. Mulți astronomi s-au întâlnit cu senatorii și congresmenii americani în persoană, și au fost inițiate campanii de petiții pe scară largă. În final, Academia Națională de Științe a SUA a publicat un raport dedicat telescopului spațial, iar Senatul american a deblocat jumătate din fondurile cerute Congresului prima dată.
Problema fondurilor a dus la o reducere a scării proiectului, cu propunerea de a micșora diametrul lentilei de la 3 m la 2,4 m, ambele pentru a reduce costurile prevăzute inițial și a conferi o construcție cât mai compactă potrivită a telescopului. La varianta propusă privind un telescop spațial precursor cu un diametru de 1,5 m, care să testeze sistemul celui care îl va urma s-a renunțat, iar nesiguranța financiară a scăzut și ea odată cu începerea colaborării cu Agenția Spațială Europeană. ESA a fost de acord să furnizeze materialele primei generații de instrumente pentru telescop, celulele solare pentru energia telescopului, precum și oameni care să lucreze în SUA în schimbul faptului ca astronomii europeni să folosească telescopul în 15% din timpul său. Congresul a aprobat în final finanțarea de 36 000 000 USD pentru anul 1978, începând astfel proiectarea Marelui Telescop Spațial, cu lansarea estimată în anul 1983. La începutul anilor 1980 s-a hotărât ca numele telescopului să fie dat după numele lui Edwin Hubble, cel care a făcut una dintre cele mai revoluționare descoperiri ale secolului al XX-lea, cea că universul se extinde.

### Construcție și tehnică

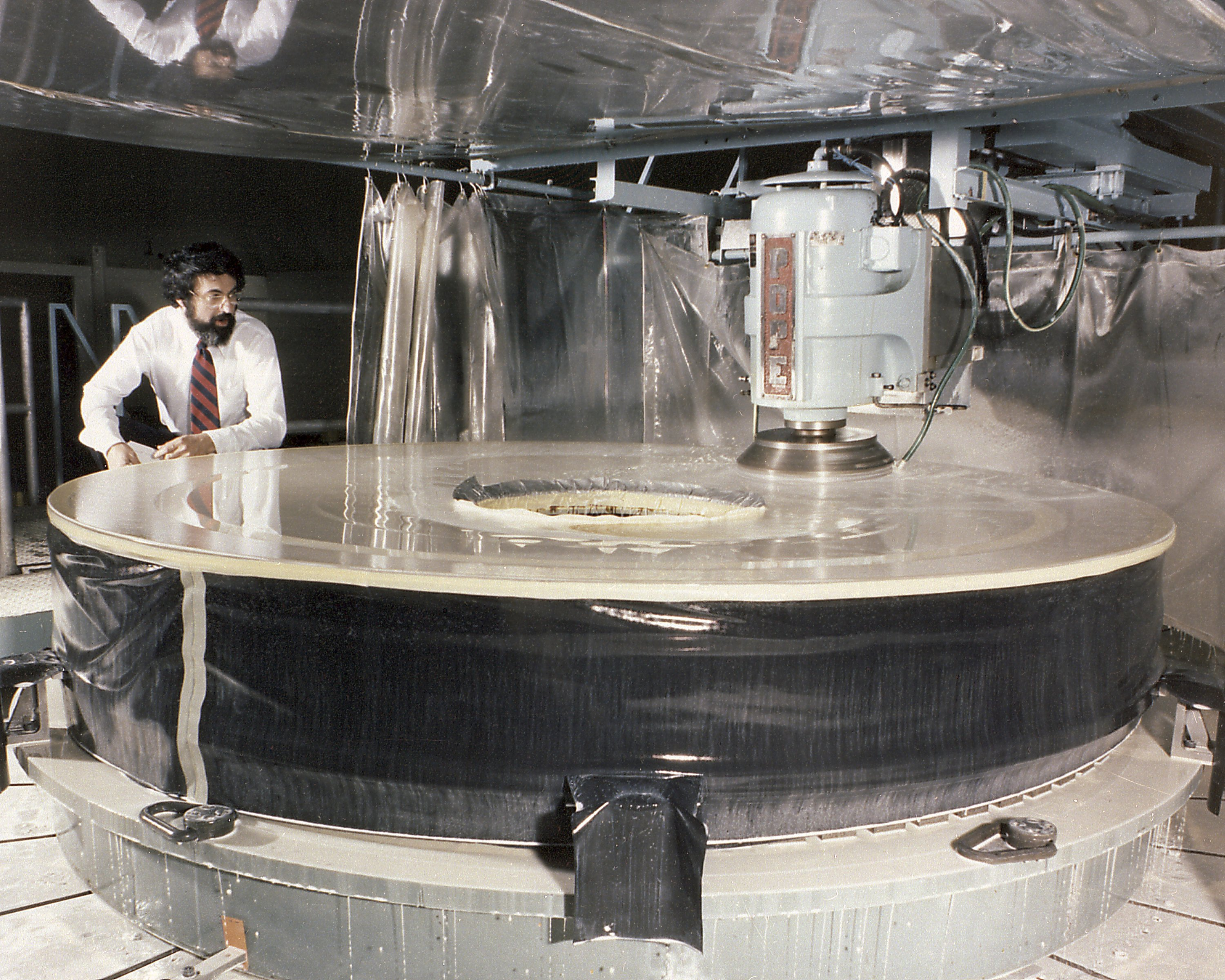
Șlefuirea oglinzii principale a Telescopului Spațial Hubble a început la corporația Perkin-Elmer, Danbury, Connecticut, în mai 1979. Inginerul din imagine este Dr. Martin Yellin, un inginer optician care lucra la Perkin-Elmer în cadrul proiectului.

Odată ce proiectul telescopului spațial a pornit, activitatea s-a împărțit între mai multe instituții.  Centrului pentru Zbor Spațial Marshall (MSFC) i-a revenit responsabilitatea proiectării, dezvoltării și construcției telescopului, în timp ce  Centrului pentru Zbor Spațial Goddard i-a fost încredințată partea privind instrumentele optice științifice și conducerea misiunii de la sol. Marshall s-a unit împreună cu compania Perkin-Elmer pentru a proiecta și construi Optical Telescope Assembly (Ansamblul al Telescopului Optic) și Fine Guidance Sensors (Senzorii pentru Reglajul Fin) pentru telescopul spațial. Lockheed a primit sarcina de construi naveta spațială în care să fie transportat pe orbită telescopul spațial.

### Ansamblul Telescop Optic (OTA)

Diagrama interioară a Telescopului spațial Hubble.

Cea mai importantă parte a telescopului erau oglinda și sistemele optice, care trebuiau construite conform specificațiilor. Oglinzile telescoapelor trebuiau realizate cu o precizie de aproximativ o zecime din lungimea de undă a luminii vizibile, dar deoarece telescopul spațial urma să fie folosit și la observații în ultraviolet sau infraroșul apropiat, cu o rezoluție de zece ori mai bună decât telescoapele din trecut, oglinda lui trebuia șlefuită cu o precizie de 1/20 din lungimea de undă specifică luminii vizibile, aproximativ 30 nanometri.
Perkin-Elmer intenționa să utilizeze calculatoare puternice pentru a îndeplini sarcina de șlefuire și tot aceleași calculatoare pentru a da forma oglinzii, formă cerută de NASA. Această tehnologie a întâmpinat mai multe dificultăți decât se așteptau producătorii. Ca urmare, firmei Kodak i-a revenit sarcina de a construi o oglindă de rezervă, prin metodele tradiționale de șlefuire. Oglinda Kodak este expusă și în prezent la Institutul Smithsonian. Construcția oglinzii Perkin-Elmer a început în 1979, folosind o sticlă foarte stabilă dimensional.
Șlefuirea oglinzii a început în 1979 și a continuat până în mai 1981. Procesul de șlefuire a durat mult mai mult decât era prevăzut inițial și a costat mai mult. Pentru a face economie, NASA a oprit construcția oglinzii Kodak. A modificat data lansării ca fiind octombrie 1984. Oglinda a fost terminată la sfârșitul anului 1981 prin adăugarea unui strat reflector de aluminiu subțire de 75 nm și a unui strat protector de fluorură de magneziu de 25 nm.
Totuși, au existat voci care își exprimau îndoiala privind competența firmei Perkin-Elmer de a lucra în acest important proiect (OTA), în care s-au investit mulți bani, programul fiind foarte încărcat. Ca urmare a întârzierilor NASA a amânat data lansării pe aprilie 1985. Dar cum Perkin-Elmer nu putea respecta programul, pierzând câte o lună la fiecare patru luni lucrate, în fiecare zi întârzierea creștea. NASA a fost din nou nevoită să amâne data lansării prima oară pentru martie 1986, iar apoi pentru septembrie 1986. Până acum proiectul costase 1175 milioane de USD.

### Naveta purtătoare

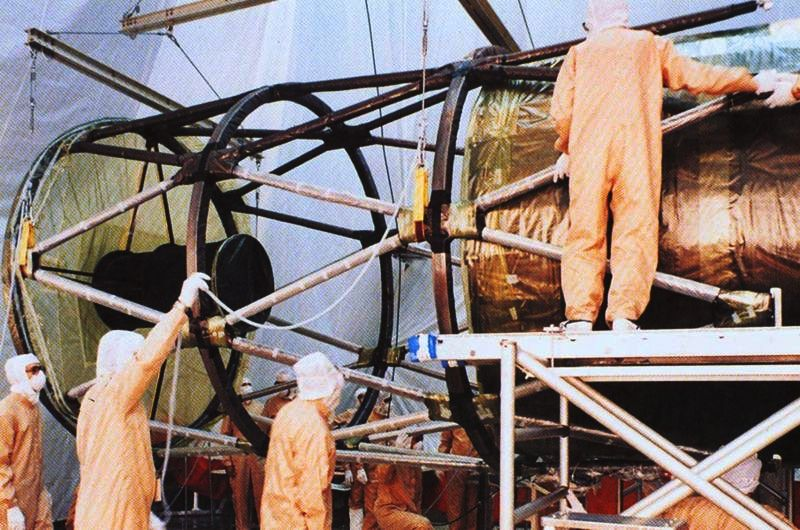
Fazele inițiale ale construcției HST, 1980.

Naveta purtătoare în care avea să fie transportat telescopul și instrumentele sale a fost o altă problemă  inginerească majoră. Trebuia să reziste la trecerile bruște de la zona luminată de Soare, la cea umbrită de Pământ, treceri care produc schimbări bruște de temperatură. Soluția a fost una ingenioasă, și anume un strat multiplu înconjurat de o carcasă de aluminiu ușor care să mențină temperatura în interior constantă, și în care să stea telescopul și instrumentele auxiliare. În interiorul carcasei de aluminiu, un cadru de fibră de carbon cu grafit și rășină epoxidică urma să țină instrumentele aliniate.
Deși construcția navetei purtătoare în care să stea telescopul și instrumentele sale a început mai bine decât OTA, Lockheed a avut și ea probleme cu bugetul și cu programul. În vara lui 1985 construcția a fost gata, dar cu trei luni întârziere și cheltuindu-se cu 30% mai mult decât se crezuse inițial. Un raport al Centrului pentru Zbor Spațial Marshall spunea că Lockheed a ținut cont mai mult de directivele NASA decât de propriile lor idei.

### Suportul de la sol
În 1983, în urma unor controverse între NASA și comunitatea științifică, a fost înființat Institutul Științific al Telescopului Spațial. Institutul Științific al Telescopului Spațial a fost condus de Asociația Americană a Universităților Pentru Cercetare în Astronomie (AAUC) din campusul Universității Johns Hopkins din  Baltimore, una din cele 32 de universități americane afiliate la acest proiect (AAUC).
Institutul Științific al Telescopului Spațial era responsabil pentru operațiunea științifică de a prelua datele de la telescop și a le furniza astronomilor, o responsabilitate pe care NASA voia să o păstreze pentru ea, dar oamenii de știință voiau să se ajungă la un acord academic. Partea tehnică urma să fie furnizată de către NASA la Centrul pentru Zbor Spațial Goddard din  Greenbelt, Maryland, 48 kilometri sud față de Institutul Științific al Telescopului Spațial. Operațiunile lui Hubble urmau să fie monitorizate timp de 24 de ore pe zi de o echipă de controlori de zbor care au lucrat și la operațiunile de lansare ale telescopului pe orbită.
Space Telescope European Coordinating Facility (Punctul European de Coordonare a Telescopului Spațial) a fost stabilit la Garching bei München lângă München în 1984 pentru a face accesibilă informația provenită de la telescopul spațial și astronomilor de pe „bătrânul continent”.

### DezastrulChallenger
La începutul anului 1986, când lansarea părea posibilă în octombrie, dezastrul navetei spațiale Challenger a determinat o pauză în programul spațial al SUA, ținând la sol toate navetele spațiale pentru mai mulți ani, astfel fiind amânată și lansarea telescopului spațial. Toate componentele au fost ținute în încăperi curate până când lansarea a fost reprogramată, o situație costisitoare, care a mărit bugetul și-așa depășit de nenumărate ori.
În final, când s-au reluat zborurile spațiale, evenimentul mult așteptat a fost programat pentru 1990. În pregătirile finale pentru lansare praful care se adunase pe oglinzi a trebuit înlăturat cu jeturi de azot, iar toate sistemele au fost verificate serios pentru a se asigura că funcționează. În sfârșit, pe 24 aprilie 1990, misiunea spațială STS-31 de pe Naveta Spațială Discovery a lansat pe orbită Telescopul Spațial Hubble.
De la costul inițial estimat la 400 milioane USD, costul construcției ajunsese acum la 2,5 miliarde USD. Costul total al Telescopului spațial Hubble până în 1999 era situat între 4,5 și 6 miliarde USD din partea SUA, iar din partea europeană 593 milioane de euro.

### Instrumente

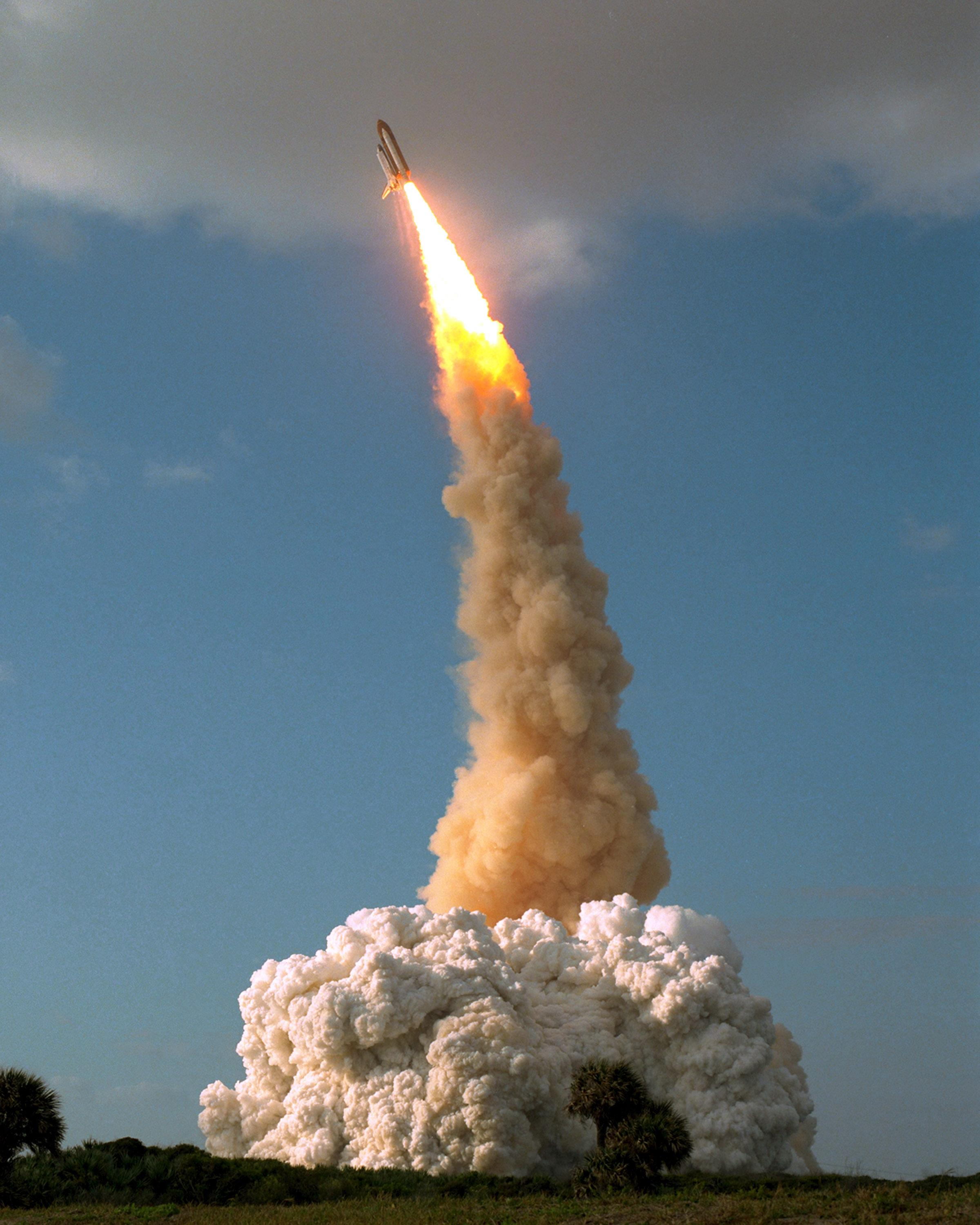
Misiunea STS-31 lansează Telescopul spațial Hubble pe orbită.

Când a fost lansat, telescopul spațial Hubble (TSH) era echipat cu 5 instrumente științifice: Camera foto cu câmp larg și planetar, Spectrograful de înaltă rezoluție Goddard, Fotometru de mare viteză, Camera foto pentru obiecte neclare și Spectrograful pentru obiecte neclare. Camera foto cu câmp larg și planetar a fost un aparat de fotografiat cu înaltă rezoluție ce avea scopul de a lua imagini din spațiu. A fost construit de unul dintre laboratoarele NASA și i-au fost incorporate un set de 48 filtre (optice) pentru a izola liniile spectrale de interes astrofizic. Instrumentul conținea 8 chipuri CCD distribuite în 2 camere foto, fiecare folosind 4 chipuri CCD. Camera cu „câmp larg” convertea un câmp unghiular larg la dimensiunile rezoluției fotografiei în timp ce „camera planetară” lua imagini la o distanță focală mai mare decât alte aparate foto (imaginea avea o putere de mărire considerabil îmbunătățită).
Spectrograful de înaltă rezoluție Goddard a fost un  spectrograf menit să opereze în domeniul ultraviolet. A fost construit la Centrul Spațial Goddard și putea ajunge la o rezoluție spectrală de 90 000. De asemenea, tot pentru observații în ultraviolet au fost optimizate și Camera foto pentru obiecte neclare și Spectrograful pentru obiecte neclare, ambele fiind capabile să obțină cea mai înaltă rezoluție dintre toate instrumentele de pe Hubble. Camera foto pentru obiecte neclare a fost construită de Agenția Spațială Europeană în timp ce spectrograful pentru obiecte neclare a fost construit de Corporația Martin Marietta. Ultimul instrument era Fotometrul de mare viteză, proiectat și construit la Universitatea Madison Wisconsin. A fost optimizat pentru lumina vizibilă și în ultraviolet a stelelor variabile și altor obiecte astronomice care variază în strălucire. Putea efectua până la 100 000 de măsurători pe secundă cu un fotometru (astronomic) cu o acuratețe de aproximativ 2% sau mai bună.
Sistemul de direcție a Telescopului spațial Hubble putea fi folosit ca instrument. Având trei senzori pentru reglajul fin cu un scop primar de a ține telescopul stabil pe poziția necesară pe parcursul realizării unei fotografii exacte, dar poate fi folosit și ca astrometru (foarte precis); face măsurări cu o acuratețe de până la 0,0003 secunde de arc.

## Oglinda defectă

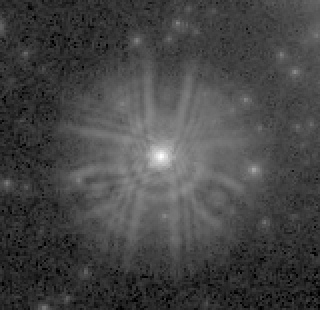
Un extras dintr-o imagine WF/PC arată lumina dintr-o stea răspândită pe o suprafață largă, în loc să fie concentrată în câțiva pixeli.

La câteva săptămâni de la lansarea telescopului imaginile primite de echipa de la sol arătau că exista o problemă serioasă la sistemul optic. Deși primele imagini păreau să fie mai clare decât imaginile de pe Pământ, telescopul eșua în încercarea de a găsi o bună focalizare finală, iar imaginile care trebuiau să fie de cea mai bună calitate erau de fapt mult inferioare față de ce se pronosticase (v. figura comparativă mai jos). Imaginile unui punct sursă formau o pată pe o rază de o secundă de arc sau chiar mai mult în loc de a forma un punct pe un cerc de 0,1 secunde de arc în diametru, așa cum era prevăzut în caietul de sarcini. Detalii tehnice pot fi văzute la en  Graficele post-reparație.
Analiza imaginilor greșite a arătat cauza problemei: oglinzii primare i s-a dat la sol o formă greșită. Deși a fost probabil cea mai precisă oglindă făcută vreodată, oglinda a fost prea turtită pe margini. Greșeala a fost de numai 2,3 micrometri, dar urmările au fost catastrofale: o aberație de sfericitate mare, adică un defect prin care lumina reflectată de marginea oglinzii focaliza în alt punct decât cel în care focaliza lumina reflectată de centrul oglinzii.
Impactul defectului oglinzii asupra observațiilor științifice varia în funcție de subiectul acestor observații. Partea centrală a oglinzii era destul de precisă ca să permită observații reușite de înaltă rezoluție asupra unor obiecte luminoase, iar partea de spectroscopie nu era practic afectată. Însă pierderea de lumină datorată haloului produs de aberația de sfericitate a redus drastic utilitatea telescopului în cazul observării obiectelor slab luminoase sau a imaginilor cu contrast mare. Ca o consecință, aproape toate programele prevăzute erau imposibil de derulat deoarece ele necesitau observarea unor obiecte foarte puțin luminoase. NASA și telescopul au devenit subiect de bancuri, iar proiectul era privit ca un elefant alb. (De exemplu, într-unul din filmele The Naked Gun, Hubble era pus alături de Titanic, Hindenburg, și Edsel).

### Originea problemei

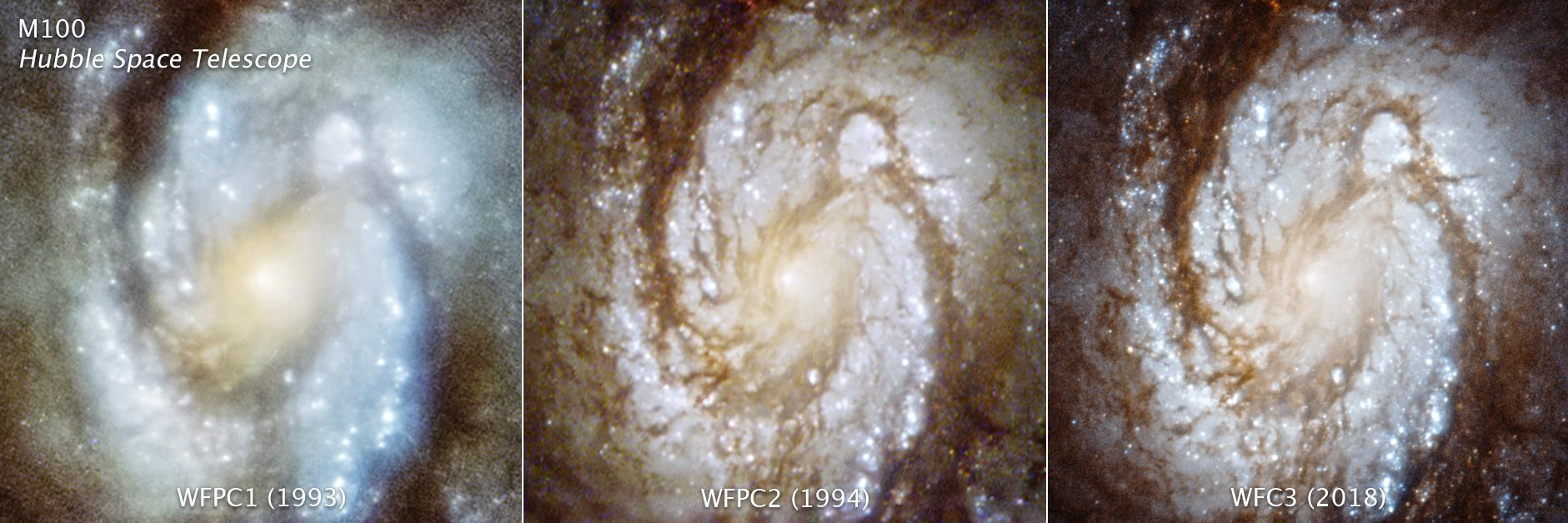
Evoluția optică a sistemului de camere principale Hubble. Aceste imagini prezintă galaxia spirală M100, văzută cu WFPC1 în 1993 înainte de corecția optică (stânga), cu WFPC2 în 1994 după corectare (centru) și cu WFC3 în 2018 (dreapta).

Analizând imaginile unor surse punctiforme, astronomii au calculat constanta conicei oglinzii. Aceasta avea valoarea de −1,01324 , în loc de −1,00230 — cum s-a dorit. Același număr a fost calculat atât analizând instrumentele care măsoară cu precizie curbura suprafețelor șlefuite, folosite de Perkin-Elmer pentru a realiza profilul oglinzii, cât și prin analiza interferogramelor obținute în timpul testelor la sol.
S-a înființat o comisie, condusă de Lew Allen, director la Jet Propulsion Laboratory, pentru a determina modul în care a apărut eroarea. Comisia Allen a descoperit că instrumentele folosite de Perkin-Elmer pentru măsura curburii fuseseră incorect asamblate. Astfel, lentila de câmp a acestuia fusese plasată greșit cu o abatere de 1,3 mm.
În timpul șlefuirii oglinzii, cei de la Perkin-Elmer îi analizaseră suprafața cu alte două corectoare, ambele indicând, corect, că oglinda suferea de aberații de sfericitate. Aceste teste fuseseră gândite anume pentru a elimina posibilitatea apariției unor aberații optice majore. În ciuda instrucțiunilor scrise privind asigurarea calității, compania a ignorat aceste rezultate ale testelor, întrucât credea că cele două corectoare erau mai puțin precise decât dispozitivul primar care raporta că oglinda are formă perfectă.
Comisia a dat vina pentru erori în primul rând pe Perkin-Elmer. Relațiile dintre NASA și compania de aparatură optică au fost încordate pe parcursul construcției telescopului datorită numeroaselor întârzieri și depășiri de costuri. NASA a considerat că Perkin-Elmer nu a privit oglinda telescopului ca o sarcină esențială a activității sale fiindcă era sigură de faptul că NASA nu putea merge la o companie concurentă odată ce șlefuirea a început. Comisia a criticat dur nu numai compania Perkin-Elmer pentru aceste disfuncționalități, ci și pe NASA, pentru că nu a obiectat în problemele de control al calității, cum ar fi încrederea în rezultatele unor teste efectuate cu un singur instrument.

### Proiectarea unei soluții

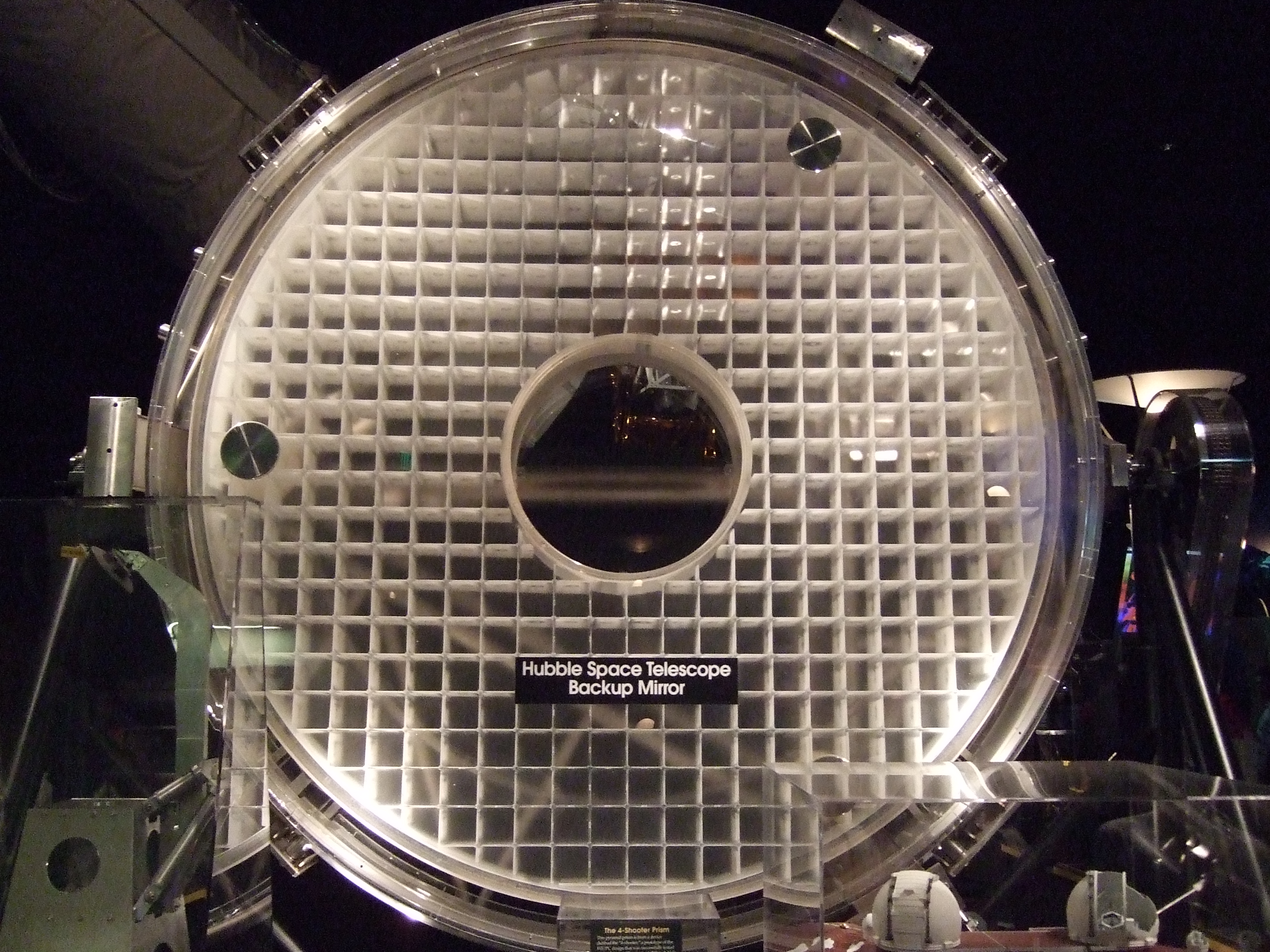
Oglinda de rezervă construită de Eastman Kodak pentru telescopul spațial Hubble. Astăzi se află în Muzeul Național Aerospațial din SUA. A fost corect șlefuită dar niciodată argintată.

Proiectul telescopului prevăzuse dintotdeauna misiuni de întreținere, iar astronomii au început imediat să caute soluții ale problemei, de efectuat la prima misiune de întreținere, programată în 1993. Deși Kodak și Itek șlefuiseră oglinzile de rezervă pentru Hubble, ar fi fost imposibil de înlocuit oglinda pe orbită, iar să se aducă temporar telescopul pe Pământ pentru reparații ar fi fost prea scump și ar fi durat prea mult. În schimb, faptul că oglinda fusese șlefuită atât de precis în formă greșită a permis proiectarea unor noi componente care să compenseze abaterile și care să fie adăugate la telescop cu ocazia misiunii de întreținere, acționând efectiv ca niște "ochelari" care corectează aberația.
Din cauza modului în care au fost proiectate instrumentele, erau necesare două seturi diferite de corectoare. Proiectul camerei planetare și de câmp larg (WF/PC) includea oglinzi ce aveau rolul de a dirija lumina pe opt cipuri  CCD diferite care intrau în componența celor două camere, iar eroarea inversă ar fi putut fi aplicată pe suprafețele acestor oglinzi, anulând complet aberațiile oglinzii primare. Această soluție a fost aplicată la Camera Planetară și de Câmp Larg 2 (care, însă, conținea doar patru, în loc de opt senzori CCD, din cauza termenelor limită și constrângerilor bugetare). Însă celelalte instrumente nu mai aveau alte suprafețe intermediare care puteau fi modificate în acest fel, pentru corectarea lor era nevoie de dispozitive de corecție externe.

### COSTAR
Sistemul proiectat pentru a corecta aberația de sfericitate pentru lumină focalizată la FOC, FOS și GHRS s-a numit "Corrective Optics Space Telescope Axial Replacement" (COSTAR - înlocuitor axial pentru corecție optică pentru telescopul spațial) și a constat în esență din două oglinzi intercalate în drumul optic, din care una putea fi construită astfel încât să corecteze aberația. Pentru a monta sistemul COSTAR pe telescop trebuia să se renunțe la unul din celelalte instrumente, iar astronomii au decis să sacrifice Fotometrul de mare viteză.
În primii trei ani ai misiunii Hubble, înainte de montarea corectoarelor optice, telescopul efectuase un număr mare de observații. Observațiile spectroscopice în particular nu fuseseră afectate grav de aberație, dar multe proiecte bazate pe imagini fuseseră anulate sau amânate, dată fiind slaba performanță a telescopului la observațiile asupra obiectelor slab luminoase. În ciuda problemelor întâmpinate, în primii trei ani s-au realizat numeroase progrese științifice, astronomii lucrând la optimizarea rezultatelor obținute folosind tehnici sofisticate de prelucrarea imaginilor, cum ar fi deconvoluția.

## Misiunile de întreținere și instrumentele suplimentare

### Misiunea de întreținere 1

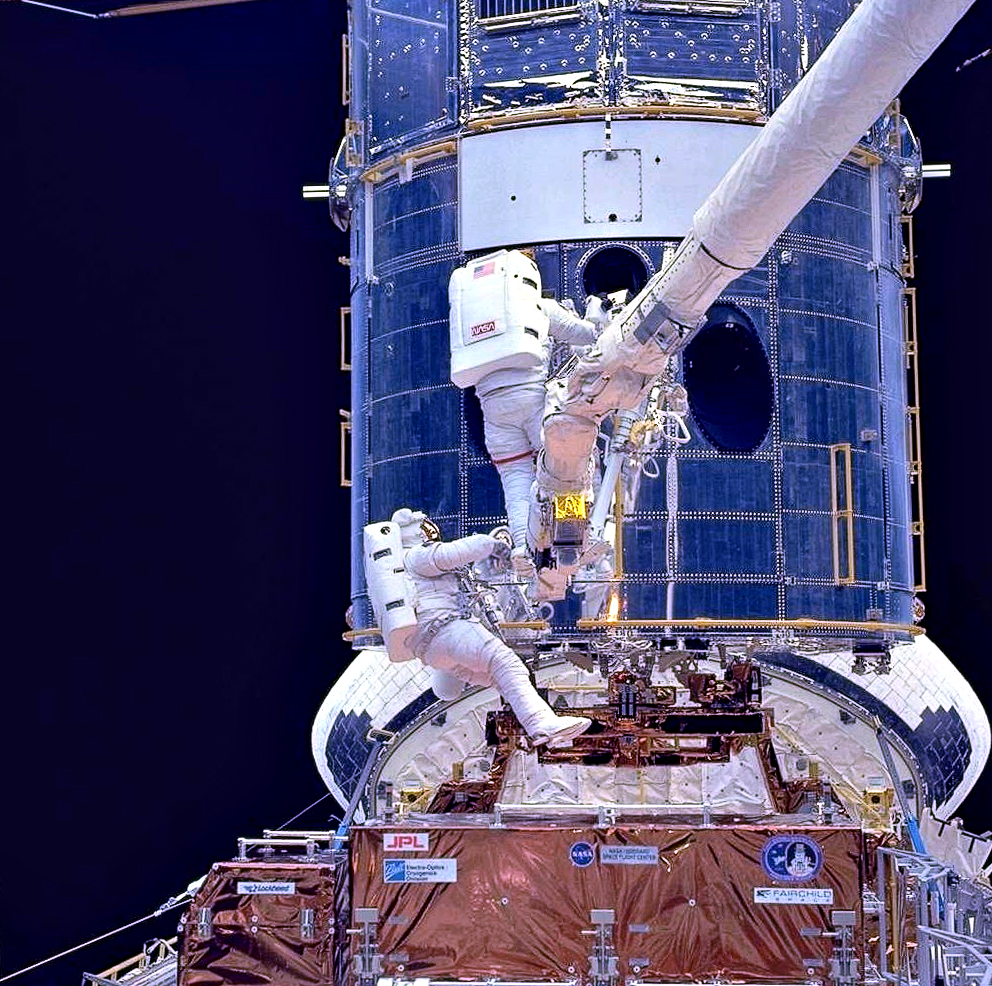
Astronauți lucrând la Hubble în timpul primei misiuni de întreținere.

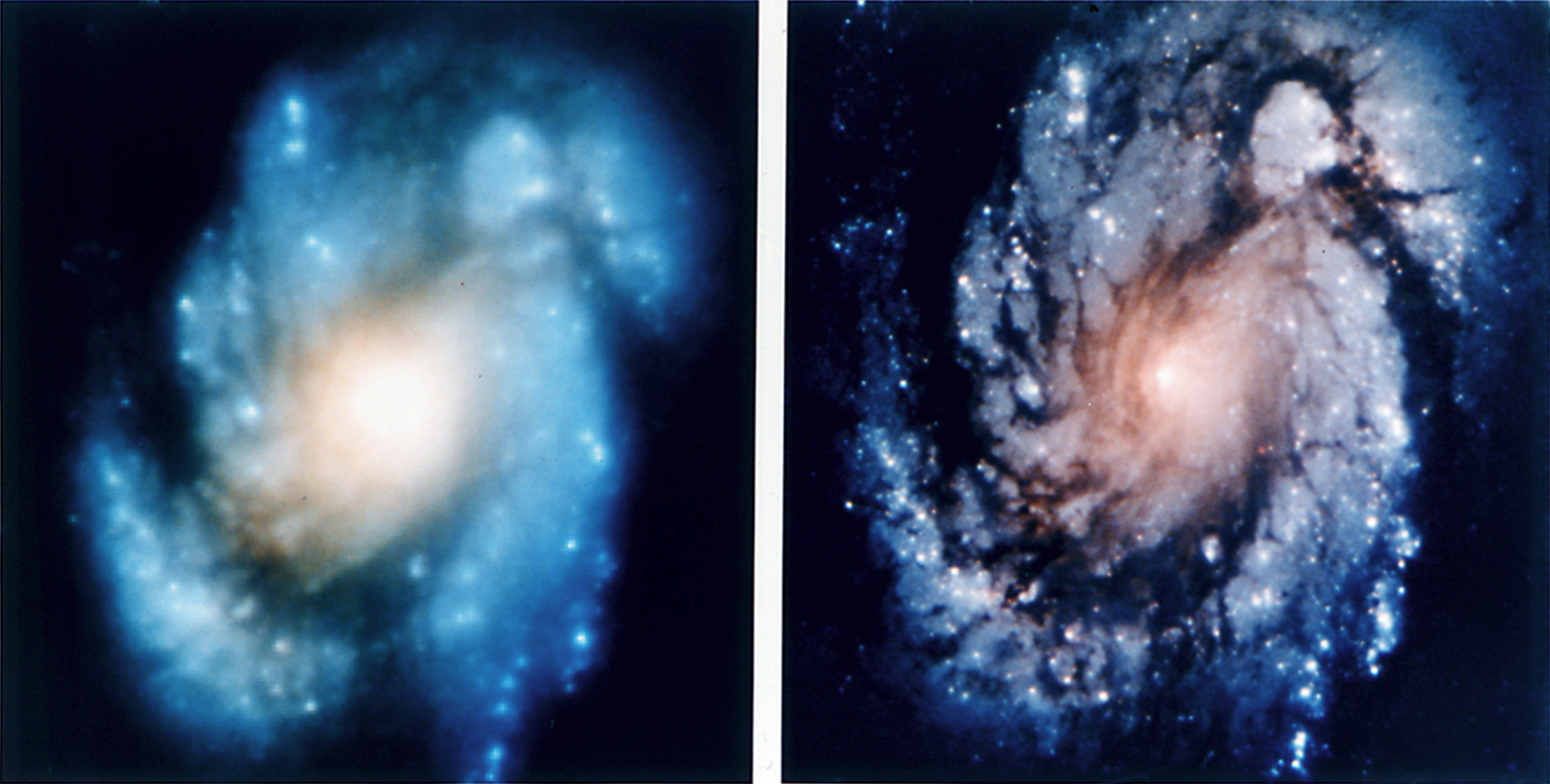
Îmbunătățiri ale imaginilor Hubble după prima misiune de întreținere. Credit: NASA/ESA.

Telescopul fusese proiectat de la început astfel încât să poată fi întreținut regulat, dar după ce au ieșit la lumină problemele legate de oglindă, prima misiune de întreținere a căpătat o importanță mult mai mare, deoarece astronauții a trebuit să efectueze asupra telescopului operații complexe pentru a instala sistemele optice de corecție. Cei șapte astronauți aleși pentru misiune au fost pregătiți intensiv în utilizarea a aproximativ o sută de instrumente specializate care trebuia să fie folosite. Misiunea STS-61 a navetei spațiale Endeavour a avut loc în decembrie 1993, și a inclus instalarea unor instrumente și echipamente de-a lungul a 10 zile.
Mai important, Fotometrul de mare viteză a fost înlocuit cu pachetul de corecție optică COSTAR, iar Camera planetară și de câmp larg a fost înlocuită cu Camera planetară și de câmp larg 2 (WFPC2) cu sistemul propriu de corecție optică. În plus, au fost înlocuite  panourile solare și electronica lor de comandă, împreună cu patru  giroscoape folosite de sistemul de poziționare al telescopului, două unități electrice de comandă, alte componente electrice și două magnetometre. Calculatoarelor de bord li s-au adus îmbunătățiri, și, în cele din urmă a fost corectată și orbita telescopului, pentru a compensa modificarea orbitei datorată rezistenței aerului în timpul celor trei ani petrecuți de telescop în straturile superioare ale atmosferei.
Pe 13 ianuarie 1994, NASA a declarat misiunea un succes și a arătat primele imagini noi, mult mai precise. Misiunea fusese una dintre cele mai complexe misiuni efectuate vreodată, implicând cinci perioade îndelungate de activitate în spațiu iar succesul său enorm a fost un mare balon de oxigen pentru NASA, ca și pentru astronomii care aveau acum la dispoziție un telescop cu posibilități mult mai mari.
Misiunile de întreținere ulterioare nu au fost atât de dramatice, dar fiecare a adăugat telescopului noi funcții.

### Misiunea de întreținere 2
Misiunea de întreținere 2 Discovery (STS-82) din februarie 1997 a înlocuit GHRS și FOS cu Spectrograful de imagine al telescopului spațial (STIS) și cu Spectrometrul multiobiect și camera de cvasiinfraroșu (NICMOS), a înlocuit aparatul de înregistrare științific și ingineresc cu bandă cu un nou aparat de înregistrat cu dispozitive de stocare electronice, a reparat izolarea termică și a corectat din nou orbita lui Hubble. NICMOS avea un radiator din azot solid pentru reducerea  zgomotului termic al instrumentului, dar la scurt timp după instalare, o dilatare termică neașteptată a avut ca rezultat intrarea în contact a unei părți din radiator cu o garnitură optică. Aceasta a condus la o viteză alarmantă de încălzire a instrumentului și i-a redus durata de viață prevăzută, de 4,5 ani la aproximativ 2 ani.

### Misiunea de întreținere 3A
Misiunea de întreținere 3A Discovery (STS-103) a avut loc în decembrie 1999, separată din Misiunea de Întreținere 3, după ce trei din cele șase giroscoape de la bord s-au defectat. (Un al patrulea s-a defectat cu câteva săptămâni înainte de misiune, făcând telescopul incapabil de a efectua observații științifice). Misiunea a înlocuit toate cele șase giroscoape, a înlocuit un senzor pentru ghidaj fin și calculatorul, a instalat un sistem de îmbunătățire a tensiunii și temperaturii (în engleză Voltage/temperature Improvement Kit, VIK) pentru a preveni supraîncărcarea bateriei, și a înlocuit izolația termică. Noul calculator era bazat pe un procesor Intel 486 rezistent la radiații și permitea unele funcționalități care erau anterior disponibile doar pe calculatoarele de la sol.

### Misiunea de întreținere 3B

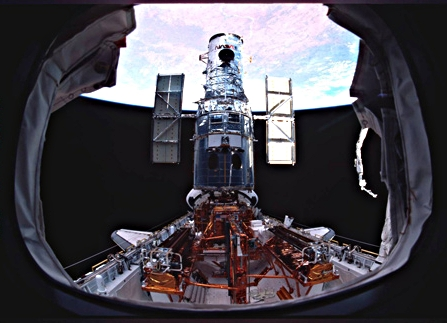
Hubble pe naveta spațială înaintea lansării; Pământul se vede în fundal.

În cadrul Misiunii de întreținere 3B Columbia (STS-109) din martie 2002 a fost instalat un nou instrument, FOC fiind înlocuit cu  Camera pentru observații panoramice (în engleză Advanced Camera for Surveys, ACS), și s-a reactivat NICMOS, care rămăsese fără lichid de răcire în 1999. A fost instalat un nou sistem de răcire care a redus temperatura instrumentului suficient încât să devină din nou utilizabil, deși sistemul de răcire nu era atât de puternic cât era prevăzut în proiectul original.
Misiunea a înlocuit panourile solare pentru a doua oară. Noile panouri erau proiectate pe baza celor folosite pentru satelitul de comunicare Irridium și aveau doar două treimi din dimensiunile celor vechi, având ca rezultat reducerea rezistenței aerului în atmosfera rarefiată din straturile superioare, și totodată furnizând cu 30% mai multă putere electrică. Puterea suplimentară a permis tuturor instrumentelor de la bordul lui Hubble să funcționeze simultan, iar dimensiunile mai mici au redus problema vibrațiilor care apăreau atunci când panourile vechi, mai puțin rigide, intrau și ieșeau din lumina directă a Soarelui. Unitatea de distribuție a puterii de pe Hubble a fost și ea înlocuită pentru a corecta o problemă cu releele, procedură care a necesitat pentru prima dată de la lansare oprirea totală a alimentării cu energie electrică a telescopului.
Încheierea acestei misiuni de întreținere a mărit considerabil posibilitățile telescopului Hubble. Cele două instrumente afectate în mod deosebit de misiune, Camera pentru observații panoramice (ACS) și NICMOS, au realizat imaginea Hubble Ultra Deep Field în 2003 și 2004.

### Misiunea de întreținere 4

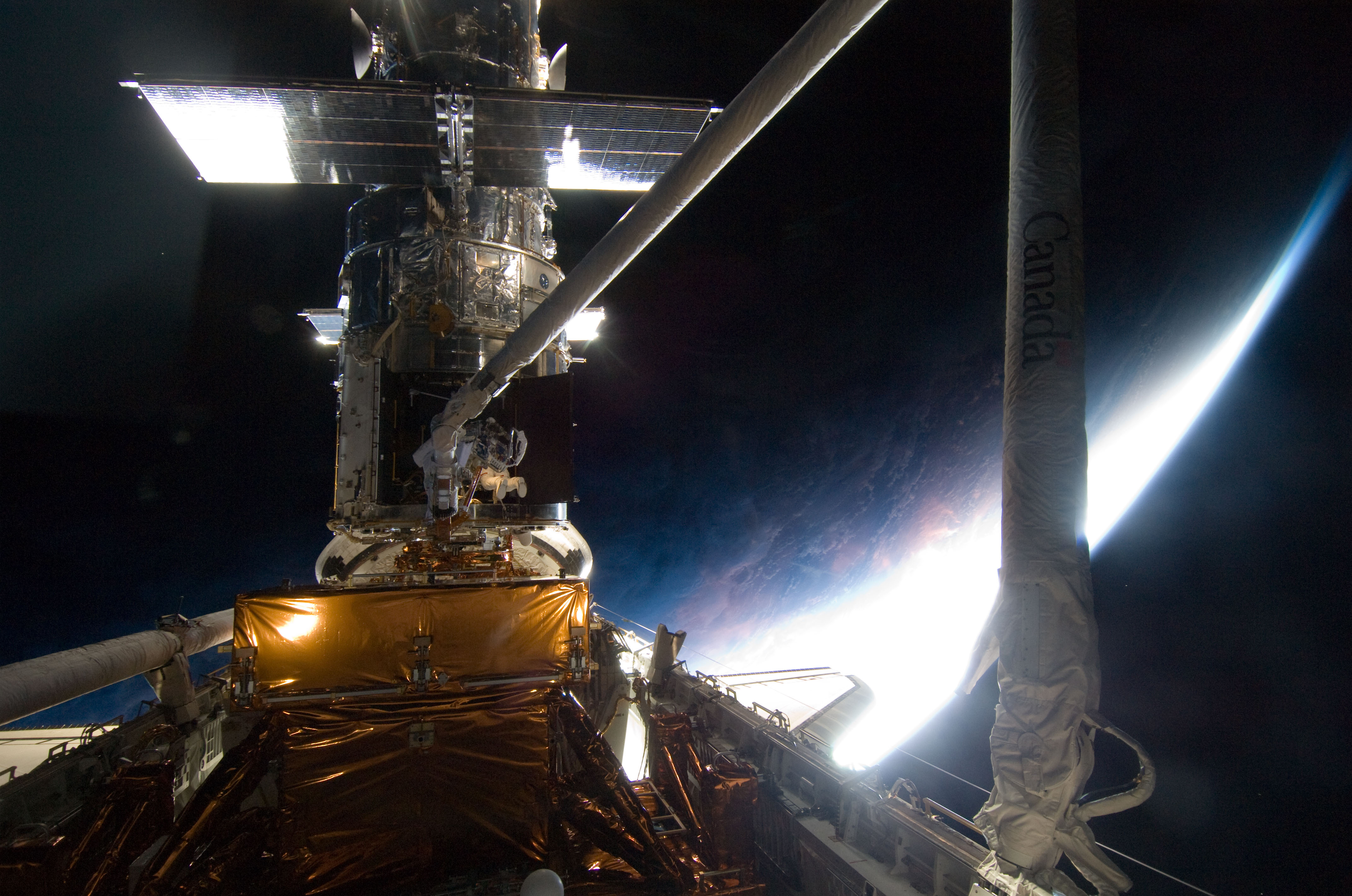
Astronauții NASA lucrând la telescopul spațial Hubble în cadrul celei de-a patra misiuni de întreținere.

Misiunea de întreținere (SM4), este ultima misiune a programului Space Shuttle (misiunea STS-125) pentru Telescopul Spațial Hubble. În cadrul SM4, astronauții vor efectua cinci ieșiri în spațiu prin care vor instala două noi instrumente, (Camera de Câmp Larg 3 și Spectrograful pentru Originile Cosmosului), vor repara două instrumente care s-au defectat (Camera pentru Observații Panoramice și Spectroscopul de imagini) precum și alte înlocuiri necesare pentru a ține telescopul în funcțiune cel puțin până în anul 2014. Misiunea de întreținere folosește naveta spațială Atlantis și a fost inițial planificată pentru data de 14 octombrie 2008. La 27 septembrie 2008, însă, Unitatea de Comandă a Instrumentelor Științifice și de Prelucrare de Date (în engleză Science Instrument Command and Data Handling Unit (SIC&DH) s-a defectat. Toate datele științifice erau trecute prin această unitate înainte de a ajunge înapoi pe Pământ. Deși există o rezervă, care a fost pusă în funcțiune, dacă și ea se defectează, atunci Hubble ar fi inutilizabil.  Din acest motiv, la 29 septembrie 2008, NASA a anunțat că lansarea SM4 se amână până în 2009 pentru ca și această unitate să fie înlocuită. Misiunea de întreținere 4 s-a lansat la 11 mai 2009.

## Rezultate științifice

### Descoperiri importante

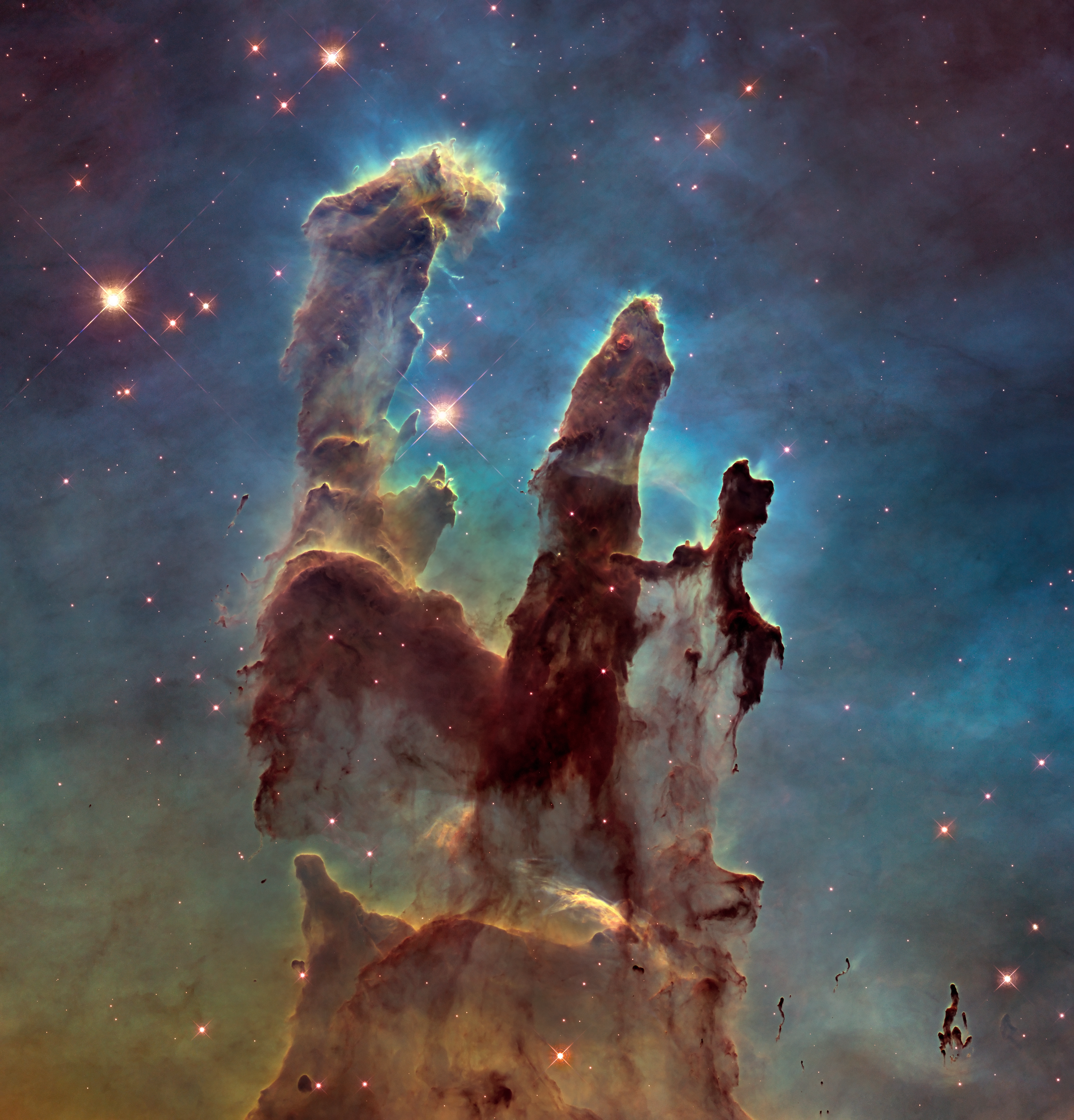
Una dintre cele mai celebre imagini ale lui Hubble: "stâlpii creației" unde se formează stele în Nebuloasa Vulturului. Credit: NASA/ESA.

Hubble a ajutat la rezolvarea unor vechi probleme din astronomie, și a furnizat date care au necesitat elaborarea de noi teorii care să le explice. Printre primele misiuni efectuate a fost cea de măsurare a distanțelor până la stelele variabile numite "cefeide" cu mai mare precizie decât fusese măsurată înainte, dând o mai mare precizie aproximării constantei Hubble, măsura vitezei de extindere a universului, care la rândul ei este legată de vârsta sa. Înainte de lansarea lui Hubble, estimările constantei Hubble aveau erori de până la 50%, dar măsurătorile telescopului Hubble asupra cefeidelor din constelația Fecioarei și din alte constelații îndepărtate de  galaxii au furnizat o valoare cu o imprecizie de numai 10%, în acord cu alte măsurători, mai precise, folosind alte tehnici, efectuate după lansarea lui Hubble.
În timp ce Hubble a ajutat la precizarea estimărilor vârstei universului, a generat îndoieli privind teoriile despre viitorul acestuia. Astronomii din echipa de cercetare High-z Supernova și din Proiectul cosmologic Supernova au folosit telescopul pentru a observa  supernove și au găsit dovezi că extinderea universului nu este frânată de influența gravitației, ci ar putea chiar să se accelereze. Această accelerare a fost măsurată ulterior cu mai mare precizie de alte telescoape de la sol și din spațiu care au confirmat descoperirea lui Hubble, dar cauza acestei accelerări este încă puțin înțeleasă.
Spectrele și imaginile de înaltă rezoluție furnizate de Hubble erau foarte potrivite pentru stabilirea existenței găurilor negre în nucleele galaxiilor apropiate. La începutul anilor 1960 fuseseră emise ipoteze că în centrele unor galaxii se găsesc găuri negre, iar unele lucrări din anii 1980 au identificat câteva candidate la statutul de gaură neagră, dar a rămas în sarcina lucrărilor efectuate cu Hubble să se arate că găurile negre sunt des întâlnite în centrele galaxiilor. Programele Hubble au stabilit că, mai mult, masele găurilor negre centrale și proprietățile galaxiilor sunt strâns legate. Astfel, unul din rezultatele programelor Hubble în domeniul găurilor negre din galaxii este demonstrarea unei profunde legături între galaxii și găurile negre din centrul lor.

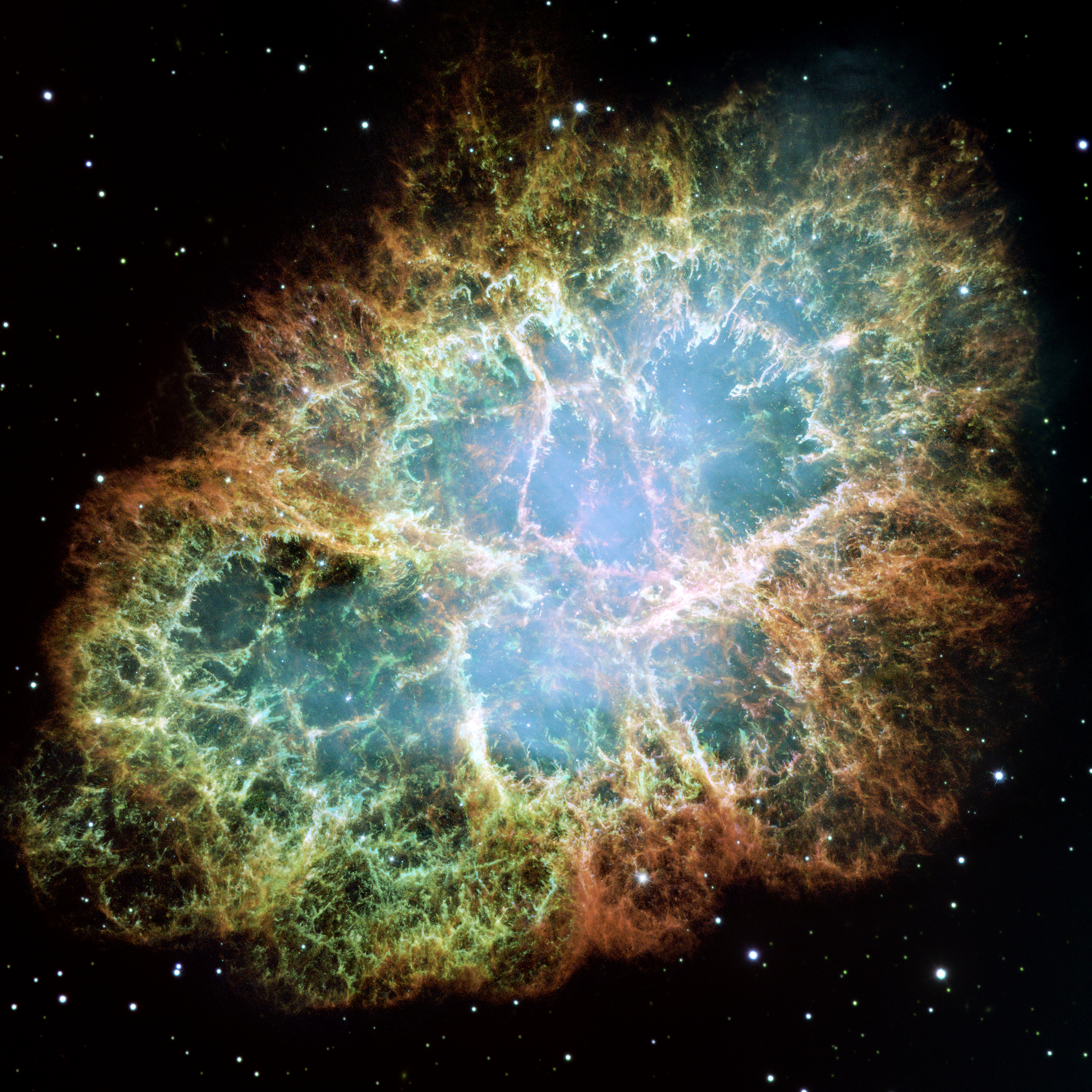
Nebuloasa Crabului - imagine asamblată din 24 de expuneri individuale făcute de Hubble în octombrie 1999, ianuarie 2000 și decembrie 2000

Coliziunea  cometei Shoemaker-Levy 9 cu Jupiter din 1994 a avut loc, din fericire pentru astronomi, la câteva luni după ce Misiunea de întreținere 1 a refăcut performanțele optice ale lui Hubble. Imaginile de pe Hubble ale planetei erau mai detaliate decât cele efectuate la trecerea sondei Voyager 2 în 1979, și au fost esențiale în studiul dinamicii coliziunii unei comete cu Jupiter, un eveniment despre care se consideră că are loc o dată la câteva secole. A fost folosit și pentru a studia obiecte aflate în regiunile îndepărtate ale Sistemului Solar, inclusiv planetele pitice Pluto și  Eris.
Alte mari descoperiri realizate datorită datelor de la Hubble includ discurile proto-planetare din Nebuloasa Orion; dovezi ale prezenței planetelor extrasolare în jurul stelelor similare cu Soarele; și corespondentele în lumină vizibilă ale încă misterioaselor explozii de raze gamma.
Un rezultat unic al telescopului Hubble îl constituie imaginile Hubble Deep Field și Hubble Ultra Deep Field, care au utilizat sensibilitatea lui Hubble în domeniul lungimilor de undă vizibile pentru a crea imagini ale unor porțiuni mici de cer cu obiectele cele mai îndepărtate fotografiate vreodată. Imaginile arată galaxii aflate la miliarde de ani lumină depărtare, și au generat o mulțime de lucrări științifice, furnizând o nouă fereastră către Universul din perioada sa inițială. Printre rezultatele de valoare obținute de telescopul spațial Hubble în anii 1993-1996 pot fi menționate: 1. Fotografierea cometei Hale-Bopp, 2. Fotografierea suprafeței asteroidului Vesta 3. Fotografierea discului de praf cosmic în jurul stelei β din constelația Pictorului, 4. Descoperirea de noi lentile gravitaționale 5. Descoperirea și fotografierea pilonilor gazoși din nebuloasa Vulturului 6. Surprinderea unei aurore boreale pe planeta Saturn 7. Descoperirea unor pete noi pe suprafața satelitului Io al planetei Jupiter, 8. Descoperirea celor mai reci și mici stele la distanțe relativ mici de sistemul solar, cum ar fi GL105A în constelația Balenei la o distanță de 27 ani-lumină, 9. descoperirea unei populații de circa 40 mii de pitice albe în clusterul globular Messier 4 la  o distanță de 7 mii ani-lumină de sistemul solar 10. Fotografierea inelelor planetei Saturn orientate cu muchia spre noi, 11. Descoperirea de noi structuri in cadrul radiogalaxiilor, cum  sunt: zone de formare activă a stelelor, galaxii pitice satelite și jeturi de gaze fierbinți, emise de găurile negre, și care la rîndul lor stimulează aprinderea unor noi stele 12. Cea mai senzațională descoperire făcută cu ajutorul WFPG2 (Wide Field Planetary Camera 2- Camera planetară cu câmp vizual larg 2) de pe telescopul Hubble constă în detectarea a două planete în Galaxia noastră - Calea Lactee pe care există apă sub formă de ploi și oceane .

### Impactul asupra astronomiei

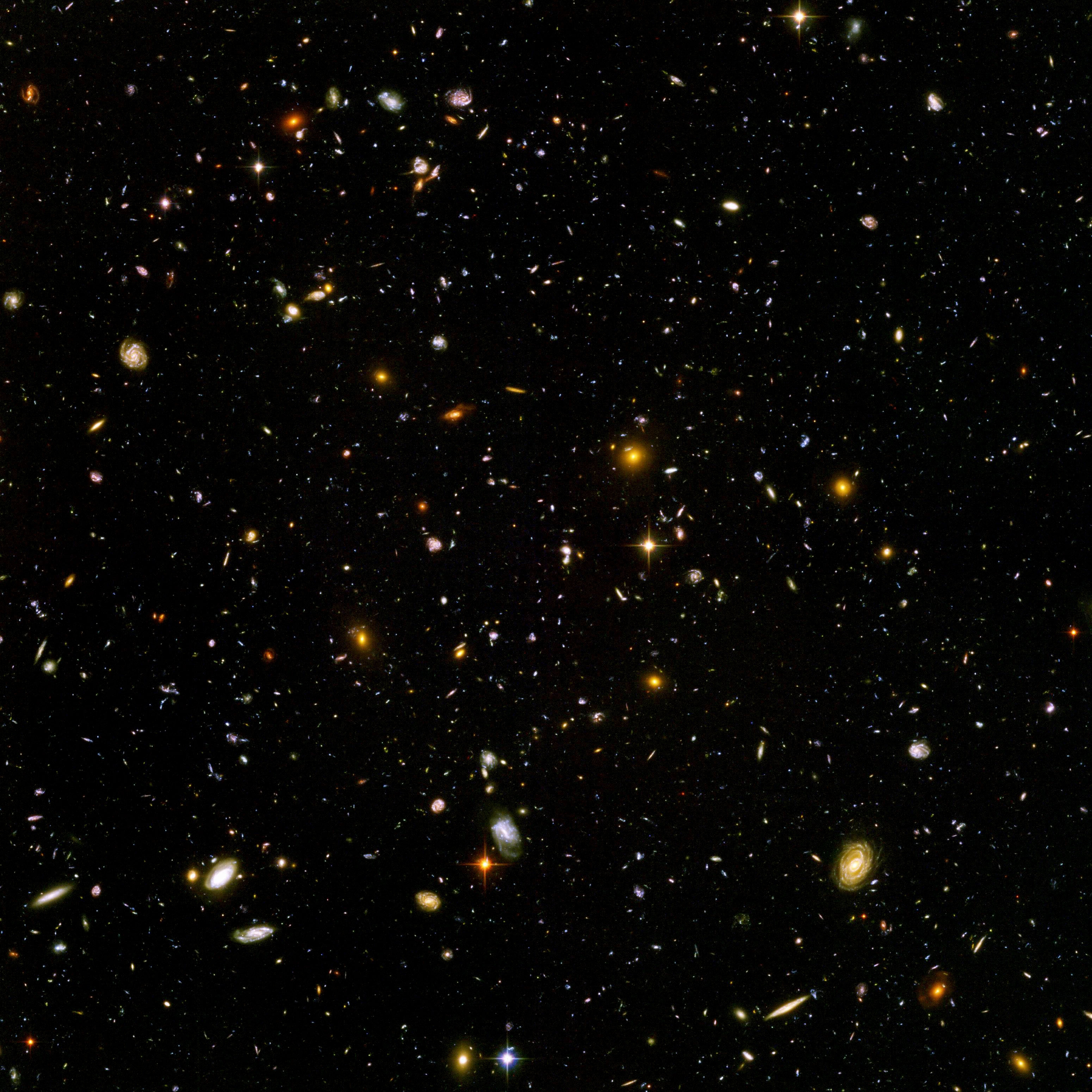
Galaxii îndepărtate în celebra fotografie Hubble Ultra Deep Field. Credit: NASA/ESA.

Multe măsurători obiective arată impactul pozitiv al datelor de la Hubble asupra astronomiei. Peste 4000 de lucrări bazate pe informații furnizate de Hubble au fost publicate în reviste prestigioase, și nenumărate altele au fost prezentate la conferințe. Privind lucrările de astronomie la câțiva ani după publicare, aproape o treime din toate acestea nu sunt citate nicăieri, dar dintre lucrările bazate pe date de la Hubble, doar 2% dintre acestea nu sunt citate. În medie, o lucrare bazată pe date de la Hubble este citată de aproape două ori mai mult ca alte lucrări. Din cele 200 de lucrări publicate în fiecare an și care sunt citate cel mai mult, aproximativ 10% sunt bazate pe date de la Hubble.
Deși telescopul a avut în mod cert un impact semnificativ asupra cercetărilor astronomice, costurile acestui program au fost mari. Un studiu privind impactul relativ asupra astronomiei al mai multor telescoape de diverse dimensiuni au arătat că lucrările bazate pe date de la Hubble primesc de 15 ori mai multe citări decât cele bazate pe telescoape terestre de 4 m cum ar fi Telescopul William Herschel, iar construcția și întreținerea lui Hubble costă de aproximativ 100 de ori mai mult.
Luarea deciziei între a investi în telescoape terestre și a investi în telescoape spațiale în viitor este o problemă complexă. Progresele în domeniul opticii adaptive au extins rezoluția telescoapelor terestre până la a le permite să realizeze imagini în infraroșu ale unor obiecte slab luminoase. Utilitatea opticii adaptive în raport cu observațiile Hubble depind puternic de detaliile particulare ale fiecărui subiect de cercetare în parte. Domeniul de lungimi de undă în care corecțiile optice adaptive de înaltă calitate este însă limitat, mai ales în culori optice. Telescopul Hubble păstrează abilitatea unică de a realiza imagini de mare rezoluție în câmp larg de frecvențe. Pe de altă parte, tehnologiile optice terestre puteau furniza imagini ale obiectelor luminoase la o rezoluție superioară celor pe care le poate obține Hubble, chiar și înainte de lansarea lui.

## Utilizarea telescopului
Oricine poate cere să folosească un timp telescopul; nu există restricții privind naționalitatea sau afilierea academică. Competiția pentru durata de utilizare a telescopului este însă extrem de intensă, raportul între durata cerută și durata disponibilă ia valori între 6 și 9.
Cereri de propuneri se emit anual, durata alocată unui ciclu durând aproximativ un an. Propunerile sunt împărțite în câteva categorii. Propunerile de observație generală sunt cele mai des întâlnite, și includ observații de rutină. Observațiile punctuale sunt cele care necesită mai puțin de 45 de minute, incluzând aici și durata îndreptării spre țintă; observațiile punctuale sunt utilizate pentru a umple programul ce nu poate fi umplut cu observații generale.
Astronomii pot face propuneri de tip țintă ocazională, în care observațiile sunt programate dacă are loc un eveniment trecător, acoperit de propuneri în timpul ciclului de programări. În plus, până la 10% din timpul de utilizare al telescopului este considerat timp la dispoziția directorului. Astronomii pot cere să folosească acest timp în orice moment din an, și este de obicei folosit pentru studii ale unor fenomene neașteptate și trecătoare, cum ar fi supernovele. Alte utilizări ale acestui tip de timp au inclus observații care au condus la producerea imaginilor Hubble Deep Field și Hubble Ultra Deep Field și, în primele 4 cicluri de timp de telescop, observații efectuate de astronomi amatori.

### Programarea observațiilor

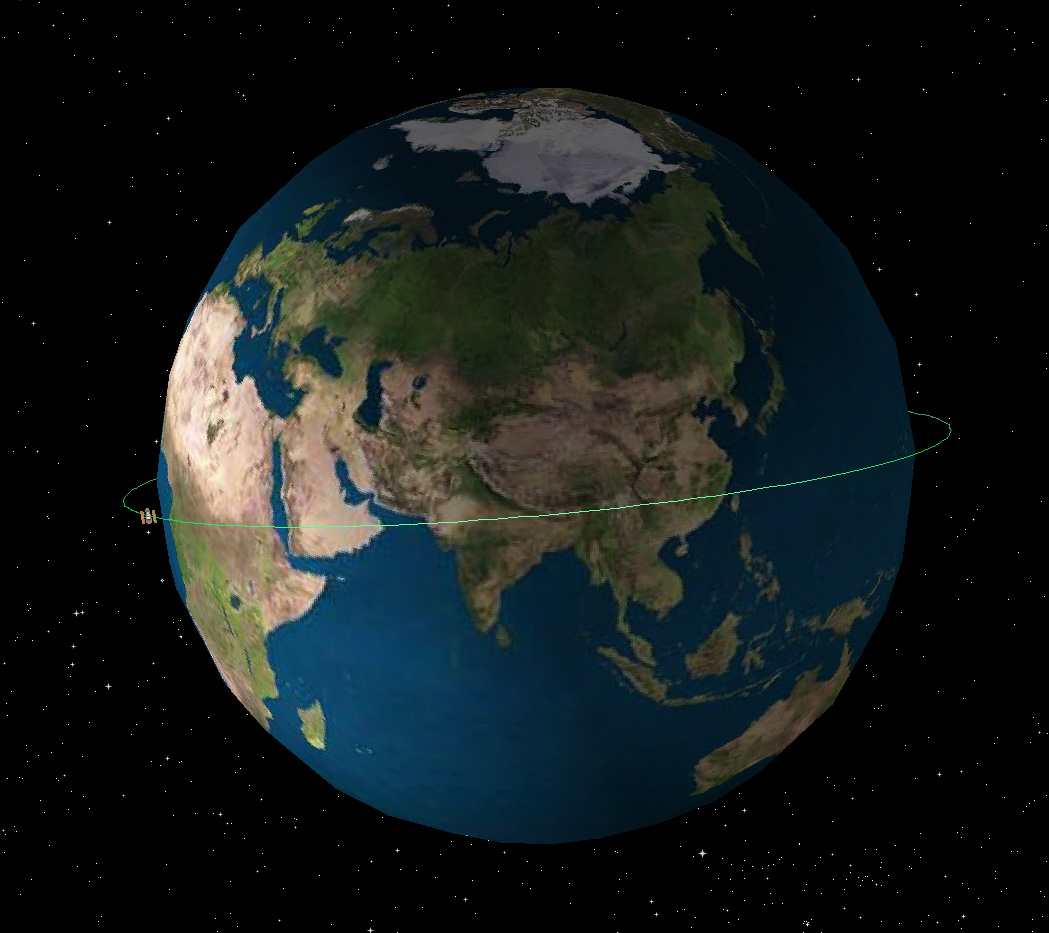
Orbita joasă a lui Hubble înseamnă că multe ținte sunt mascate de Pământ pe o perioadă îndelungată a orbitei. (imagine: ESA)

Programarea observațiilor efectuate de Hubble nu este o problemă simplă. El se află pe o orbită joasă astfel încât să se poată ajunge la el cu ușurință cu navetele spațiale la misiunile de întreținere, dar aceasta înseamnă că majoritatea țintelor astronomice sunt eclipsate de Pământ timp de aproape jumătate din durata orbitei. Observațiile nu pot avea loc când telescopul trece prin Anomalia Atlanticului de Sud din cauza nivelelor ridicate de radiație, și mai există zone de excludere în jurul Soarelui (împiedicând unele observații asupra lui Mercur), asupra Lunii și a Pământului. Unghiul de evitare a Soarelui este de aproximativ 50°, care este specificat pentru a preveni iluminarea de către Soare a vreunei părți din OTA. Evitarea Pământului și a Lunii au scopul de a ține lumina puternică departe de FGS-uri și de a împiedica lumina difuză să intre în instrumente. Însă dacă FGS-urile sunt oprite, Luna și Pământul pot fi observate. Observațiile asupra Pământului au fost folosite încă de la începutul programului pentru a genera câmpuri plate pentru Camera planetară și de câmp larg 1. Există o așa-numită zonă de vizualizare continuă, în unghi de aproximativ 90° cu planul orbitei lui Hubble, în care țintele sunt neeclipsate perioade lungi de timp. Datorită precesiei orbitei, poziția zonei se deplasează de-a lungul unei perioade de opt săptămâni. Datorită faptului că nimbul Pământului este mereu la aproximativ 30° de regiunile din zona de vizualizare continuă, strălucirea Pământului poate fi ridicată perioade lungi și în zona de vizualizare continuă.
Deoarece Hubble orbitează în atmosfera superioară, orbita sa se modifică în timp într-un fel care nu poate fi prevăzut cu exactitate. Densitatea atmosferei superioare variază în funcție de mulți factori, și asta înseamnă că după șase săptămâni poziția lui Hubble poate avea o eroare de până la 4000 km față de valoarea prezisă. Programarea observațiilor este finalizată de regulă doar cu câteva zile înainte, întrucât programarea mai din timp ar putea fi dată peste cap de modificarea poziției telescopului, modificare ce poate face ținta neobservabilă.

### Observațiile amatorilor
Primul director al STScI, Riccardo Giacconi, a anunțat în 1986 că intenționează să dedice o parte din timpul la dispoziția directorului astronomilor amatori, permițându-le și lor să folosească telescopul. Deși timpul total ce urma să le fie alocat acestora era de doar câteva ore pe ciclu, astronomii amatori au fost foarte interesați.
Propunerile pentru timpul folosit de amatori erau analizate foarte exigent de o comisie de astronomi amatori, iar timpul era acordat doar propunerilor cu real merit științific, care nu dublau propuneri efectuate de profesioniști și care necesitau posibilitățile unice ale telescopului spațial. În total, 13 astronomi amatori au primit timp de telescop, observațiile lor fiind efectuate între 1990 și 1997. După această perioadă, însă, reducerile de buget de la STScI au făcut imposibilă susținerea astronomilor amatori, ca urmare nu au mai fost desfășurate programe cu timp de telescop pentru amatori.

## Datele furnizate de Hubble

### Transmisia către Pământ
Datele obținute de Hubble erau inițial stocate chiar pe telescop. În momentul lansării tehnologia de stocare era  banda magnetică, dar aceasta a fost înlocuită de dispozitive electronice de stocare în timpul misiunilor de întreținere 2 și 3A. De pe dispozitivele de stocare de la bord, datele sunt transferate la sol prin Sistemul de sateliți de localizare și transmisie de date, un sistem de sateliți proiectat astfel încât sateliții de pe orbită joasă să poată comunica cu controlul misiunii pe o durată de 85% din orbita lor. Datele sunt transmise la stația de bază a sistemului de sateliți, apoi la Centrul de Zbor Spațial Goddard și de acolo în cele din urmă pentru arhivare la Institutul Științific al Telescopului Spațial.

### Arhiva
Toate datele de la Hubble sunt în cele din urmă puse la dispoziția publicului printr-o arhivă publică, la adresa http://archive.stsci.edu/hst. Datele sunt de obicei proprietate intelectuală — disponibile doar investigatorului principal și astronomilor desemnați de către acesta — timp de un an de la data realizării lor. În anumite circumstanțe investigatorul principal poate cere directorului STScI extinderea sau reducerea perioadei de proprietate intelectuală.
Observațiile făcute pe timpul la dispoziția directorului sunt lipsite de perioada de proprietate intelectuală, și sunt imediat eliberate publicului. Datele de calibrare cum ar fi câmpurile plate sau cadrele întunecate devin și ele publice imediat. Toate datele din arhivă sunt format FITS, un format potrivit analizelor astronomice, dar nu și pentru utilizarea publică. Proiectul Moștenirea Hubble (în engleză Hubble Heritage Project) prelucrează și eliberează publicului o mică selecție din cele mai bune imagini în formatele JPEG și TIFF.

### Reducerea prelucrării
Datele astronomice achiziționate prin  CCD-uri trebuie să treacă prin câțiva pași de calibrare înainte de a fi utile în analiza astronomică. STScI a dezvoltat software-uri sofisticate care calibrează automat datele atunci când acestea sunt cerute din arhivă cu cele mai bune fișiere de calibrare disponibile. Această prelucrare „ad-hoc” presupune cereri mari de date și poate dura o zi sau chiar mai mult. Procesul prin care datele sunt calibrate automat se numește „reducerea prelucrării” (în engleză pipeline reduction), și este din ce în ce mai des întâlnit și la observatoarele astronomice mari.
Astronomii pot, dacă doresc, să obțină fișierele de calibrare ei înșiși și să ruleze local software-ul de reducere a prelucrării. Aceasta poate fi de dorit atunci când trebuie să se folosească alte fișiere de calibrare decât cele selectate automat.

### Analiza datelor
Datele de la Hubble pot fi analizate cu mai multe pachete diferite, dar STScI dezvoltă STSDAS (Sistemul de Analiză a Datelor Științifice de la Telescopul Spațial - în engleză Space Telescope Science Data Analysis System). Acest software conține toate programele necesare pentru a rula reducerea de prelucrare pe fișierele de date brute, precum și multe alte unelte de prelucrare a imaginilor astronomice, modificate pentru a îndeplini cerințele de prelucrare a datelor de la Hubble. Software-ul rulează ca modul al IRAF, un program popular de prelucrare a datelor astronomice.

## Activități promoționale

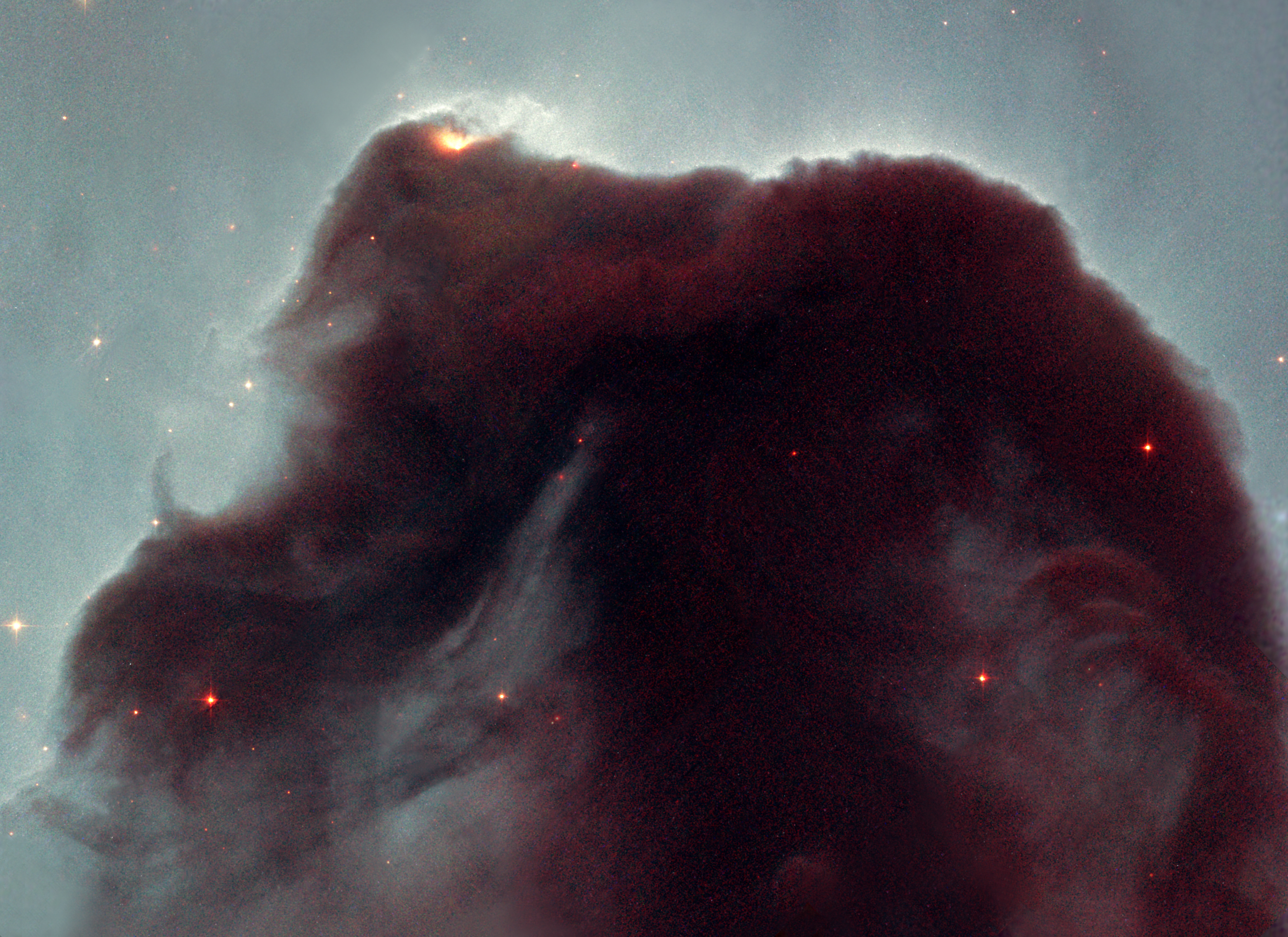
În 2001, pentru a sărbători a 11-a aniversare a lansării telescopului Hubble, NASA a realizat o statistică pe Internet pentru a afla ce ar dori utilizatorii Internetului să observe Hubble, iar aceștia au ales Nebuloasa Cap de Cal. Imagine: NASA/ESA.

A fost întotdeauna important pentru telescopul spațial să captiveze imaginația publicului, dată fiind considerabila contribuție a contribuabililor la costurile de construcție și de operare. După primii ani, cei mai dificili, în care oglinda defectă a știrbit reputația lui Hubble în ochii publicului, prima misiune de întreținere a permis reabilitarea acestuia, datorită numeroaselor imagini remarcabile produse de sistemul optic corectat.
Câteva inițiative au ajutat să țină publicul informat cu privire la activitățile Hubble. Proiectul Moștenirea Hubble a fost demarat pentru a produce imagini de înaltă calitate pentru uzul public al celor mai interesante imagini observate. Echipa acestui proiect este compusă din astronomi amatori și profesioniști, precum și de oameni cu pregătire din afara astronomiei, și a pus accent pe natura estetică a imaginilor Hubble. Proiectul Moștenirea Hubble primește puțin timp de observare a obiectelor care, din motive științifice, nu au fost fotografiate la suficiente lungimi de undă pentru a construi o imagine completă în culori.
În plus, STScI întreține câteva site-uri web adresate publicului larg, conținând imagini de la Hubble și informații despre observator. Eforturile promoționale sunt coordonate de Biroul de Promovare Publică (în engleză Office for Public Outreach), înființat în 2000 pentru a aduce asigurări că contribuabilii americani văd beneficiile investiției lor în programul telescopului spațial.

După 1999, principalul grup care se ocupă cu promovarea telescopului Hubble în Europa este Centrul de Informații despre Hubble al Agenției Spațiale Europene (în engleză Hubble European Space Agency Information Centre–HEIC). Acest birou a fost înființat la Organismul European de Coordonare a Telescopului Spațial (în engleză Space Telescope - European Coordinating Facility–ST-ECF) din München în Germania.

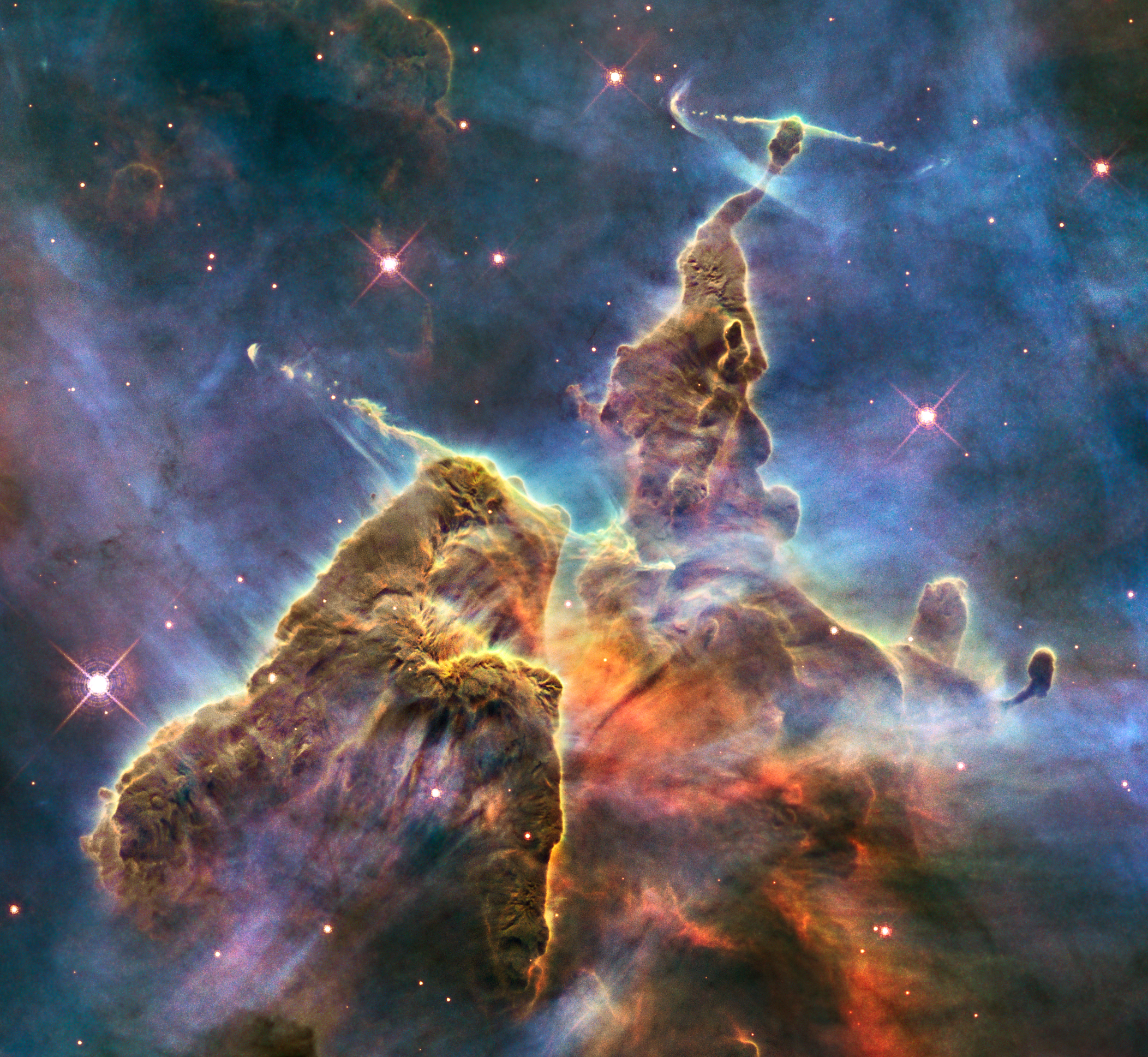
Un stâlp de gaze și praf în Nebuloasa Carina. Această imagine WFC3 denumită Muntele Mistic, a fost publicată în 2010 pentru a celebra cea de-a 20-a aniversare Hubble în spațiu.

 HEIC consideră că misiunea sa este de a îndeplini misiunile de educație și promovare ale telescopului spațial Hubble pentru Agenția Spațială Europeană (ESA). Munca sa este centrată pe producția de știri și imagini care evidențiază rezultate științifice interesante produse de Hubble. Acestea sunt adesea de origine europeană, și astfel nu doar accentuează contribuția ESA la Hubble (15 %), dar și contribuția oamenilor de știință europeni din cadrul observatorului. Mai mult, grupul produce filme, material educațional, CD-ROM-uri, broșuri, postere, și DVD-uri și multe altele.
O replică a telescopului Hubble este în fața tribunalului din Marshfield, Missouri, orașul natal al lui Edwin P. Hubble.

### Imagini aniversare
Telescopul spațial Hubble a sărbătorit a 20-a aniversare în spațiu la 24 aprilie 2010. Pentru a celebra ocazia, NASA, ESA și Institutul de Știință a Telescopului Spațial (STScI) au lansat o imagine din Nebuloasa Carina. 
Pentru a celebra cea de-a 25-a aniversare a lui Hubble în spațiu la 24 aprilie 2015, STScI a lansat imagini cu roiul Westerlund 2, situat la aproximativ 20.000 de ani-lumină, în constelația Carina, prin intermediul site-ului său Hubble 25. Agenția Spațială Europeană a creat pe pagina sa de internet o pagină dedicată aniversării a 25 de ani Hubble. În aprilie 2016, a fost lansată o imagine a Nebuloasei Bubble pentru cea de-a 26-a „zi de naștere” a lui Hubble.

## Viitor

### Defectări de echipament

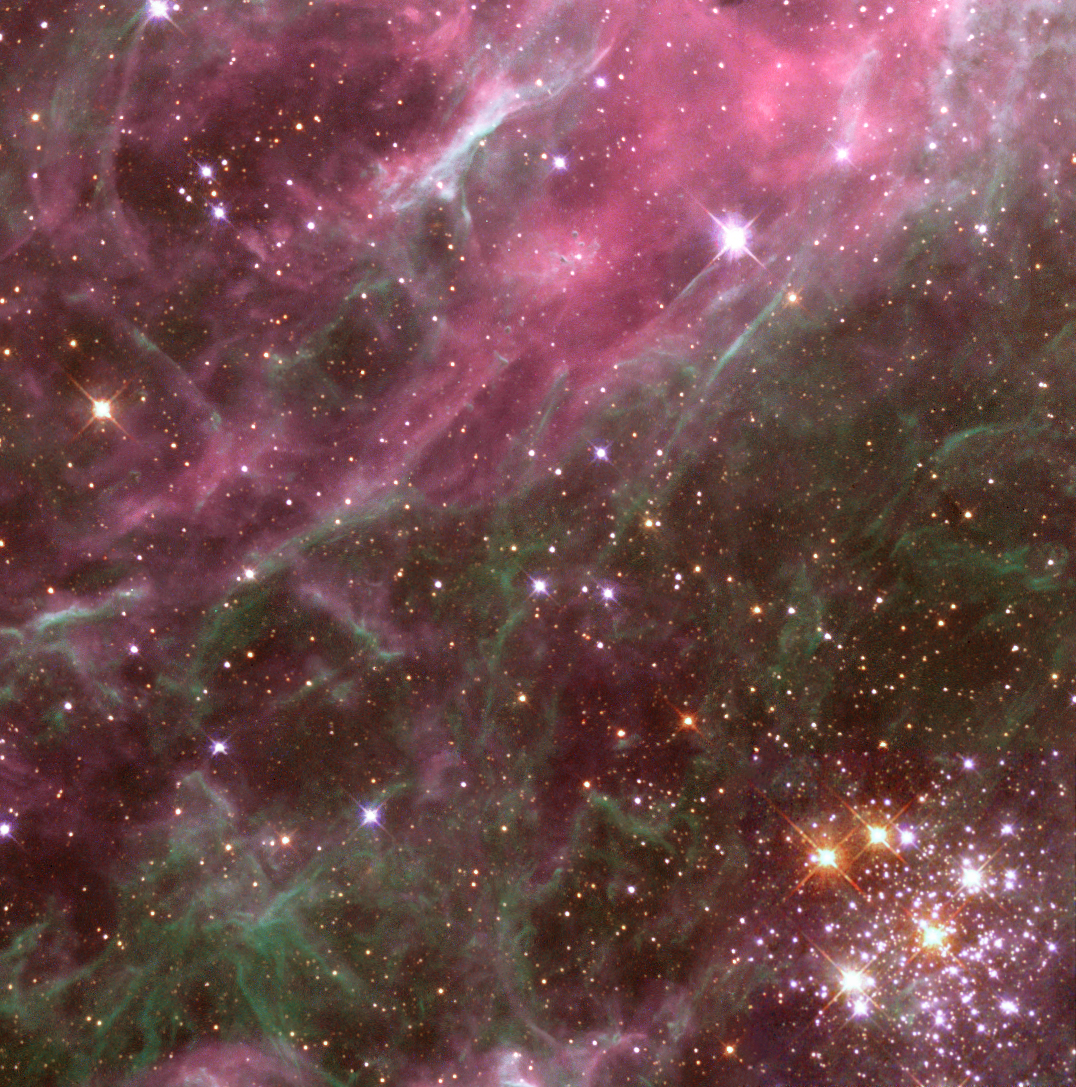
O imagine făcută de Camera planetară și de câmp larg 2 unei regiuni mici din Nebuloasa Tarantulei din Marele Nor Magellanic. Imagine: NASA/ESA.

Misiunile de întreținere din trecut au înlocuit instrumentele vechi cu unele noi, evitând astfel defecțiunile și făcând posibile noi tipuri de observații științifice. Fără aceste misiuni de întreținere, toate instrumentele se vor defecta în cele din urmă. Pe 3 august 2004, sistemul de alimentare cu energie al Spectrografului de imagini al telescopului spațial (STIS) s-a defectat, făcând instrumentul nefuncțional. Inițial, electronica fusese construită cu redundanță completă, dar primul set se defectase deja în mai 2001. Pare puțin probabilă repararea vreunei funcționalități științifice fără misiuni de întreținere.
Telescopul Hubble folosește giroscoape pentru a se stabiliza pe orbită și pentru a se îndrepta cu precizie către țintele astronomice. În mod normal, sunt necesare trei giroscoape pentru utilizarea normală; observațiile sunt încă posibile cu două, dar zona de cer care poate fi vizualizată este întrucâtva restrânsă, iar observațiile care necesită poziționare de precizie sunt foarte dificile. În 2005, s-a decis ca operațiunile normale să se efectueze cu două giroscoape pentru a prelungi durata de viață a misiunii. Trecerea la acest mod s-a făcut pe 31 august 2005, lăsând lui Hubble doar două giroscoape funcționale și două de rezervă. Estimările ratei de eșec a giroscoapelor indică faptul că Hubble ar putea rămâne în 2008 cu un singur giroscop, după care acesta ar deveni inutilizabil.
În plus față de defecțiunile prevăzute ale giroscoapelor, Hubble va avea nevoie de o schimbare de baterii. O misiune robotizată de întreținere care să schimbe bateriile ar fi dificilă, deoarece necesită multe operații, și un eșec al vreuneia ar putea aduce avarii nerecuperabile lui Hubble. Totuși, observatorul a fost proiectat de așa natură încât în timpul misiunilor de întreținere ale navetei, telescopul poate fi alimentat cu energie de pe naveta spațială, și acest fapt poate fi realizat adăugând o sursă externă de energie (o baterie adițională) dar nu o schimbare a celor interne.
Pe 25 iunie 2006, camera principală (Camera pentru observații panoramice - ACS) a încetat să funcționeze. Instrumentul de a treia generație fusese instalat de echipajul navetei spațiale Columbia în 2002. A fost proiectat cu electronică redundantă, care a fost pusă în funcțiune pe 30 iunie 2006 iar operațiunile științifice au fost reluate pe 4 iulie 2006. Pe 23 septembrie 2006, ACS s-a defectat din nou, dar până pe 9 octombrie 2006 problema fusese deja diagnosticată și rezolvată. Pe 27 ianuarie 2007, Camera pentru observații panoramice (ACS) s-a defectat datorită unui scurtcircuit în sistemul de alimentare de rezervă. Canalul solar orb al instrumentului (în engleză Solar Blind Channel–SBC) a fost repus în funcțiune pe 19 februarie 2007 folosind electronica auxiliară, dar cele două canale principale, de ultraviolete și lumină vizibilă, canalul de înaltă rezoluție (în engleză High Resolution Channel–HRC) și canalul de câmp larg (în engleză Wide Field Channel–WFC) au rămas neoperaționale.

### Degradarea orbitei
Hubble orbitează în jurul Pământului în straturile superioare, extrem de rarefiate, ale atmosferei, și, în timp, orbita i se degradează datorită rezistenței aerului. Dacă orbita nu este corectată, cu ajutorul unei navete sau în alt fel, telescopul va reintra în atmosfera Pământului cândva între 2019 și 2032, data exactă depinzând de activitatea solară și de impactul acesteia asupra straturilor superioare ale atmosferei. Starea giroscoapelor de pe Hubble are și ea un impact asupra datei de reintrare, întrucât un telescop controlabil poate fi orientat în așa fel încât să se minimizeze rezistența aerului. Nu tot telescopul ar arde la reintrarea în atmosferă. Părți din oglinda principală și din structura sa de susținere probabil ar supraviețui, putând produce pagube și chiar victime omenești (probabilitatea de victime omenești este estimată la 1 din 700 la o reintrare necontrolată). Dacă STS-125 are succes, atunci data de reintrare naturală va fi amânată, misiunea corectând orbita și înlocuind giroscoapele.
NASA investighează posibilitatea adăugării unui modul extern de propulsie pentru a permite reintrarea controlată. Aceasta nu ar trebui executată înainte de data așteptată de reintrare.
Planul original al NASA de dezafectare al lui Hubble era recuperarea lui cu o navetă spațială. Telescopul Hubble ar fi fost probabil apoi expus la Smithsonian Institution. Problemele pe care le implică această metodă includ costurile mari de pregătire a unei lansări de navetă spațială (există estimări de aproximativ 500 de milioane de dolari), mandatul de retragere a navetelor spațiale până în 2010, și riscul la care este expus echipajul navetei.

### Discuții privind ultima misiune de întreținere
Naveta spațială Columbia era programată să viziteze Hubble din nou în februarie 2005. Sarcinile acestei misiuni de întreținere ar fi inclus înlocuirea unui senzor de ghidaj fin și a două giroscoape defecte, refacerea izolației termice rupte, înlocuirea Camerei planetare și de câmp larg 2 cu o nouă Cameră de câmp larg 3 și instalarea Spectrografului pentru originile cosmosului (în engleză Cosmic Origins Spectrograph–COS). Dar Sean O'Keefe, pe atunci administrator NASA, a decis că, pentru a preveni repetarea dezastrului navetei Columbia, toate misiunile viitoare ale navetelor trebuie să poată ajunge în siguranță la Stația spațială internațională în cazul unei probleme apărute în timpul zborului, probleme ce ar putea împiedica aterizarea în siguranță a navetei. Naveta nu poate ajunge și la telescop și la stația spațială în timpul aceleiași misiuni, ca urmare au fost anulate toate misiunile viitoare de întreținere.
Această decizie a fost contestată de numeroși astronomi, care considerau că telescopul Hubble este suficient de valoros încât să merite riscul; succesorul acestuia, Telescopul spațial James Webb, va fi gata abia după terminarea zborurilor navetelor spațiale în 2010, și, în timp ce Hubble poate obține imagini în domeniile ultraviolet și vizibil, James Webb este limitat la infraroșu. Totuși, mulți astronomi admit că întreținerea lui Hubble nu ar trebui să aibă loc dacă costurile de întreținere vin din bugetul telescopului James Webb. Perioada de lipsă a posibilității observațiilor spațiale dintre dezafectarea lui Hubble și punerea în funcțiune a unui succesor era o grijă majoră pentru unii astronomi, dat fiind puternicul impact științific al observațiilor cu telescoape spațiale în ansamblu. Pe 29 ianuarie 2004, Sean O'Keefe a spus că își va revizui decizia de anulare a ultimei misiuni de întreținere a telescopului spațial Hubble datorită cererilor publice și a cererilor din partea  Congresului ca NASA să caute o cale de a salva telescopul spațial Hubble.
Pe 13 iulie 2004 o comisie oficială a  Academiei Naționale de Științe a recomandat ca telescopul Hubble să fie păstrat în ciuda riscurilor aparente. Raportul său cerea ca „NASA să nu efectueze acțiuni ce ar împiedica o misiune de întreținere cu navetă spațială pentru telescopul spațial Hubble”. Pe 11 august 2004, Sean O'Keefe a cerut  Centrului pentru Zbor Spațial Goddard să pregătească o propunere detaliată pentru o misiune de întreținere robotizată. Aceste planuri au fost ulterior anulate, ideea fiind descrisă ca „nefezabilă”.
La sfârșitul lui 2004 câțiva membri ai Congresului, în frunte cu senatorul Barbara Mikulski, au ținut audieri publice și au dus o luptă puternic susținută public (inclusiv prin mii de scrisori din partea copiilor școlari din toată țara) să convingă Administrația Bush și NASA să reconsidere decizia de a anula misiunea de salvare a lui Hubble.
În aprilie 2005 venirea noului administrator NASA, Mike Griffin, a schimbat atât statutul al misiunilor umane, cât și pe cel al misiunilor robotice. Griffin a afirmat că va reconsidera posibilitatea unei misiuni umane de întreținere. Curând după numirea sa, el a autorizat Centrul pentru Zbor Spațial Goddard să treacă la pregătirea unui zbor uman pentru întreținerea Hubble, spunând că va lua decizia finală asupra acestui zbor după următoarele două misiuni ale navetelor spațiale.
Pe 31 octombrie 2006 s-a dat acordul final pentru misiune de către administratorul NASA Mike Griffin. Misiunea de 11 zile, STS-125, a navetei spațiale Atlantis, programată pentru lansare la data de 8 octombrie 2008, va instala baterii noi, va înlocui toate giroscoapele, și va instala Camera de câmp larg 3 și Spectrograful pentru originile cosmosului. Principala unitate de prelucrare a datelor s-a defectat însă spre sfârșitul lunii septembrie 2008, împiedicând transmiterea de date. Această unitate are o rezervă, și din 25 octombrie 2008, Hubble a fost repornit și funcționează normal.  Întrucât, însă, o defectare a rezervei ar duce la inutilizabilitatea telescopului, misiunea de întreținere a fost amânată pentru a permite astronauților să rezolve și această problemă pe lângă celelalte planificate. Misiunea a demarat la 11 mai 2009 și a efectuat toate reparațiile planificate anterior, precum și alte reparații adiționale, inclusiv înlocuirea principalei unități de prelucrare a datelor.